# Mat de la coça

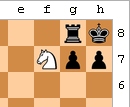
Posició final del mat de Philidor: 1.Dg8+ Txg8 2.Ch6f7#

En escacs, un mat de la coça és un esquema de mat en el qual l'escac i mat és fet per un cavall mentre que el rei del bàndol dèbil no pot moure, ja que és completament envoltat i ofegat per les seves pròpies peces.
Aquest mat es produeix habitualment en una cantonada de l'escaquer, ja que allà és on es necessiten menys peces per tallar les vies d'escapament al rei. La forma més comuna de mat de la coça és la que indica el diagrama de la dreta. El cavall de f7 fa mat al rei de h8 el qual no pot escapar a l'escac a causa de l'obstrucció de la torre de g8 i els peons de g7 i h7. De manera similar, les blanques poden rebre mat amb el rei blanc a h1 i un cavall a f2. Mats anàlogs a a1 o bé a a8 són més estranys, perquè l'enroc al flanc de rei és més comú, i situa el rei més a prop de la cantonada del que quedaria en cas d'enroc al flanc de dama.
|  |

## Introducció
Per tal que un mat de la coça d'aquesta mena passi en una partida, normalment cal sacrificar material per obligar les peces rivals a ofegar el rei contrari, ja que el rival no vol, en principi, envoltar voluntàriament el seu rei amb peces en una posició en què sigui possible el mat de la coça. Un mètode de fer-ho és particularment comú, i es troba, per exemple, a la partida entre Jan Timman (blanques) i Nigel Short (negres) el torneig de Tilburg de 1990. A partir de la posició del diagrama, el joc va continuar 27.Cf7+ Rg8 28.Ch6++ Rh8 29.Dg8+ Txg8 30.Cf7#. La manera de procedir és: escac amb el cavall, després moure el cavall novament per fer un escac doble amb la dama i el cavall, llavors sacrificar la dama per forçar que sigui menjada amb la torre, i llavors mat amb el cavall. (Cal notar que les blanques forçarien el mat igualment fins i tot si la seva torre i el seu peó d'e7 fossin trets del tauler, i encara que les negres tinguessin un cavall a f6. En aquest cas, 27.Cf7+ Rg8 28.Ch6++ Rh8 (28...Rf8 29.Df7#) 29.Dg8+! Cxg8 (o 29...Txg8) 30.Cf7 encara seria mat.) Aquesta tècnica és molt comuna, i ha rebut diversos noms, com ara (sobretot quan implica un sacrifici de dama: mat de Philidor o llegat de Philidor (en honor de François-André Danican Philidor). De tota manera, és un nom inexacte, ja que fou descrit per primer cop al text de Luis Ramirez Lucena de 1497, Repetición de Amores e Arte de Axedrez, que antecedeix Philidor en diversos centenars d'anys.

## A l'obertura
|   | a | b | c | d | e | f | g | h |   |
| 8 | a8 negres torre · c8 negres alfil · e8 negres rei · h8 negres torre · a7 negres peó · b7 negres peó · c7 negres peó · d7 negres peó · e7 negres dama · f7 negres peó · g7 negres peó · h7 negres peó · c6 negres cavall · b4 blanques peó · c4 blanques peó · f4 blanques alfil · d3 negres cavall · f3 blanques cavall · b2 blanques peó · d2 blanques cavall · e2 blanques peó · f2 blanques peó · g2 blanques peó · h2 blanques peó · a1 blanques torre · d1 blanques dama · e1 blanques rei · f1 blanques alfil · h1 blanques torre | a8 negres torre · c8 negres alfil · e8 negres rei · h8 negres torre · a7 negres peó · b7 negres peó · c7 negres peó · d7 negres peó · e7 negres dama · f7 negres peó · g7 negres peó · h7 negres peó · c6 negres cavall · b4 blanques peó · c4 blanques peó · f4 blanques alfil · d3 negres cavall · f3 blanques cavall · b2 blanques peó · d2 blanques cavall · e2 blanques peó · f2 blanques peó · g2 blanques peó · h2 blanques peó · a1 blanques torre · d1 blanques dama · e1 blanques rei · f1 blanques alfil · h1 blanques torre | a8 negres torre · c8 negres alfil · e8 negres rei · h8 negres torre · a7 negres peó · b7 negres peó · c7 negres peó · d7 negres peó · e7 negres dama · f7 negres peó · g7 negres peó · h7 negres peó · c6 negres cavall · b4 blanques peó · c4 blanques peó · f4 blanques alfil · d3 negres cavall · f3 blanques cavall · b2 blanques peó · d2 blanques cavall · e2 blanques peó · f2 blanques peó · g2 blanques peó · h2 blanques peó · a1 blanques torre · d1 blanques dama · e1 blanques rei · f1 blanques alfil · h1 blanques torre | a8 negres torre · c8 negres alfil · e8 negres rei · h8 negres torre · a7 negres peó · b7 negres peó · c7 negres peó · d7 negres peó · e7 negres dama · f7 negres peó · g7 negres peó · h7 negres peó · c6 negres cavall · b4 blanques peó · c4 blanques peó · f4 blanques alfil · d3 negres cavall · f3 blanques cavall · b2 blanques peó · d2 blanques cavall · e2 blanques peó · f2 blanques peó · g2 blanques peó · h2 blanques peó · a1 blanques torre · d1 blanques dama · e1 blanques rei · f1 blanques alfil · h1 blanques torre | a8 negres torre · c8 negres alfil · e8 negres rei · h8 negres torre · a7 negres peó · b7 negres peó · c7 negres peó · d7 negres peó · e7 negres dama · f7 negres peó · g7 negres peó · h7 negres peó · c6 negres cavall · b4 blanques peó · c4 blanques peó · f4 blanques alfil · d3 negres cavall · f3 blanques cavall · b2 blanques peó · d2 blanques cavall · e2 blanques peó · f2 blanques peó · g2 blanques peó · h2 blanques peó · a1 blanques torre · d1 blanques dama · e1 blanques rei · f1 blanques alfil · h1 blanques torre | a8 negres torre · c8 negres alfil · e8 negres rei · h8 negres torre · a7 negres peó · b7 negres peó · c7 negres peó · d7 negres peó · e7 negres dama · f7 negres peó · g7 negres peó · h7 negres peó · c6 negres cavall · b4 blanques peó · c4 blanques peó · f4 blanques alfil · d3 negres cavall · f3 blanques cavall · b2 blanques peó · d2 blanques cavall · e2 blanques peó · f2 blanques peó · g2 blanques peó · h2 blanques peó · a1 blanques torre · d1 blanques dama · e1 blanques rei · f1 blanques alfil · h1 blanques torre | a8 negres torre · c8 negres alfil · e8 negres rei · h8 negres torre · a7 negres peó · b7 negres peó · c7 negres peó · d7 negres peó · e7 negres dama · f7 negres peó · g7 negres peó · h7 negres peó · c6 negres cavall · b4 blanques peó · c4 blanques peó · f4 blanques alfil · d3 negres cavall · f3 blanques cavall · b2 blanques peó · d2 blanques cavall · e2 blanques peó · f2 blanques peó · g2 blanques peó · h2 blanques peó · a1 blanques torre · d1 blanques dama · e1 blanques rei · f1 blanques alfil · h1 blanques torre | a8 negres torre · c8 negres alfil · e8 negres rei · h8 negres torre · a7 negres peó · b7 negres peó · c7 negres peó · d7 negres peó · e7 negres dama · f7 negres peó · g7 negres peó · h7 negres peó · c6 negres cavall · b4 blanques peó · c4 blanques peó · f4 blanques alfil · d3 negres cavall · f3 blanques cavall · b2 blanques peó · d2 blanques cavall · e2 blanques peó · f2 blanques peó · g2 blanques peó · h2 blanques peó · a1 blanques torre · d1 blanques dama · e1 blanques rei · f1 blanques alfil · h1 blanques torre | 8 |
| 7 | a8 negres torre · c8 negres alfil · e8 negres rei · h8 negres torre · a7 negres peó · b7 negres peó · c7 negres peó · d7 negres peó · e7 negres dama · f7 negres peó · g7 negres peó · h7 negres peó · c6 negres cavall · b4 blanques peó · c4 blanques peó · f4 blanques alfil · d3 negres cavall · f3 blanques cavall · b2 blanques peó · d2 blanques cavall · e2 blanques peó · f2 blanques peó · g2 blanques peó · h2 blanques peó · a1 blanques torre · d1 blanques dama · e1 blanques rei · f1 blanques alfil · h1 blanques torre | a8 negres torre · c8 negres alfil · e8 negres rei · h8 negres torre · a7 negres peó · b7 negres peó · c7 negres peó · d7 negres peó · e7 negres dama · f7 negres peó · g7 negres peó · h7 negres peó · c6 negres cavall · b4 blanques peó · c4 blanques peó · f4 blanques alfil · d3 negres cavall · f3 blanques cavall · b2 blanques peó · d2 blanques cavall · e2 blanques peó · f2 blanques peó · g2 blanques peó · h2 blanques peó · a1 blanques torre · d1 blanques dama · e1 blanques rei · f1 blanques alfil · h1 blanques torre | a8 negres torre · c8 negres alfil · e8 negres rei · h8 negres torre · a7 negres peó · b7 negres peó · c7 negres peó · d7 negres peó · e7 negres dama · f7 negres peó · g7 negres peó · h7 negres peó · c6 negres cavall · b4 blanques peó · c4 blanques peó · f4 blanques alfil · d3 negres cavall · f3 blanques cavall · b2 blanques peó · d2 blanques cavall · e2 blanques peó · f2 blanques peó · g2 blanques peó · h2 blanques peó · a1 blanques torre · d1 blanques dama · e1 blanques rei · f1 blanques alfil · h1 blanques torre | a8 negres torre · c8 negres alfil · e8 negres rei · h8 negres torre · a7 negres peó · b7 negres peó · c7 negres peó · d7 negres peó · e7 negres dama · f7 negres peó · g7 negres peó · h7 negres peó · c6 negres cavall · b4 blanques peó · c4 blanques peó · f4 blanques alfil · d3 negres cavall · f3 blanques cavall · b2 blanques peó · d2 blanques cavall · e2 blanques peó · f2 blanques peó · g2 blanques peó · h2 blanques peó · a1 blanques torre · d1 blanques dama · e1 blanques rei · f1 blanques alfil · h1 blanques torre | a8 negres torre · c8 negres alfil · e8 negres rei · h8 negres torre · a7 negres peó · b7 negres peó · c7 negres peó · d7 negres peó · e7 negres dama · f7 negres peó · g7 negres peó · h7 negres peó · c6 negres cavall · b4 blanques peó · c4 blanques peó · f4 blanques alfil · d3 negres cavall · f3 blanques cavall · b2 blanques peó · d2 blanques cavall · e2 blanques peó · f2 blanques peó · g2 blanques peó · h2 blanques peó · a1 blanques torre · d1 blanques dama · e1 blanques rei · f1 blanques alfil · h1 blanques torre | a8 negres torre · c8 negres alfil · e8 negres rei · h8 negres torre · a7 negres peó · b7 negres peó · c7 negres peó · d7 negres peó · e7 negres dama · f7 negres peó · g7 negres peó · h7 negres peó · c6 negres cavall · b4 blanques peó · c4 blanques peó · f4 blanques alfil · d3 negres cavall · f3 blanques cavall · b2 blanques peó · d2 blanques cavall · e2 blanques peó · f2 blanques peó · g2 blanques peó · h2 blanques peó · a1 blanques torre · d1 blanques dama · e1 blanques rei · f1 blanques alfil · h1 blanques torre | a8 negres torre · c8 negres alfil · e8 negres rei · h8 negres torre · a7 negres peó · b7 negres peó · c7 negres peó · d7 negres peó · e7 negres dama · f7 negres peó · g7 negres peó · h7 negres peó · c6 negres cavall · b4 blanques peó · c4 blanques peó · f4 blanques alfil · d3 negres cavall · f3 blanques cavall · b2 blanques peó · d2 blanques cavall · e2 blanques peó · f2 blanques peó · g2 blanques peó · h2 blanques peó · a1 blanques torre · d1 blanques dama · e1 blanques rei · f1 blanques alfil · h1 blanques torre | a8 negres torre · c8 negres alfil · e8 negres rei · h8 negres torre · a7 negres peó · b7 negres peó · c7 negres peó · d7 negres peó · e7 negres dama · f7 negres peó · g7 negres peó · h7 negres peó · c6 negres cavall · b4 blanques peó · c4 blanques peó · f4 blanques alfil · d3 negres cavall · f3 blanques cavall · b2 blanques peó · d2 blanques cavall · e2 blanques peó · f2 blanques peó · g2 blanques peó · h2 blanques peó · a1 blanques torre · d1 blanques dama · e1 blanques rei · f1 blanques alfil · h1 blanques torre | 7 |
| 6 | a8 negres torre · c8 negres alfil · e8 negres rei · h8 negres torre · a7 negres peó · b7 negres peó · c7 negres peó · d7 negres peó · e7 negres dama · f7 negres peó · g7 negres peó · h7 negres peó · c6 negres cavall · b4 blanques peó · c4 blanques peó · f4 blanques alfil · d3 negres cavall · f3 blanques cavall · b2 blanques peó · d2 blanques cavall · e2 blanques peó · f2 blanques peó · g2 blanques peó · h2 blanques peó · a1 blanques torre · d1 blanques dama · e1 blanques rei · f1 blanques alfil · h1 blanques torre | a8 negres torre · c8 negres alfil · e8 negres rei · h8 negres torre · a7 negres peó · b7 negres peó · c7 negres peó · d7 negres peó · e7 negres dama · f7 negres peó · g7 negres peó · h7 negres peó · c6 negres cavall · b4 blanques peó · c4 blanques peó · f4 blanques alfil · d3 negres cavall · f3 blanques cavall · b2 blanques peó · d2 blanques cavall · e2 blanques peó · f2 blanques peó · g2 blanques peó · h2 blanques peó · a1 blanques torre · d1 blanques dama · e1 blanques rei · f1 blanques alfil · h1 blanques torre | a8 negres torre · c8 negres alfil · e8 negres rei · h8 negres torre · a7 negres peó · b7 negres peó · c7 negres peó · d7 negres peó · e7 negres dama · f7 negres peó · g7 negres peó · h7 negres peó · c6 negres cavall · b4 blanques peó · c4 blanques peó · f4 blanques alfil · d3 negres cavall · f3 blanques cavall · b2 blanques peó · d2 blanques cavall · e2 blanques peó · f2 blanques peó · g2 blanques peó · h2 blanques peó · a1 blanques torre · d1 blanques dama · e1 blanques rei · f1 blanques alfil · h1 blanques torre | a8 negres torre · c8 negres alfil · e8 negres rei · h8 negres torre · a7 negres peó · b7 negres peó · c7 negres peó · d7 negres peó · e7 negres dama · f7 negres peó · g7 negres peó · h7 negres peó · c6 negres cavall · b4 blanques peó · c4 blanques peó · f4 blanques alfil · d3 negres cavall · f3 blanques cavall · b2 blanques peó · d2 blanques cavall · e2 blanques peó · f2 blanques peó · g2 blanques peó · h2 blanques peó · a1 blanques torre · d1 blanques dama · e1 blanques rei · f1 blanques alfil · h1 blanques torre | a8 negres torre · c8 negres alfil · e8 negres rei · h8 negres torre · a7 negres peó · b7 negres peó · c7 negres peó · d7 negres peó · e7 negres dama · f7 negres peó · g7 negres peó · h7 negres peó · c6 negres cavall · b4 blanques peó · c4 blanques peó · f4 blanques alfil · d3 negres cavall · f3 blanques cavall · b2 blanques peó · d2 blanques cavall · e2 blanques peó · f2 blanques peó · g2 blanques peó · h2 blanques peó · a1 blanques torre · d1 blanques dama · e1 blanques rei · f1 blanques alfil · h1 blanques torre | a8 negres torre · c8 negres alfil · e8 negres rei · h8 negres torre · a7 negres peó · b7 negres peó · c7 negres peó · d7 negres peó · e7 negres dama · f7 negres peó · g7 negres peó · h7 negres peó · c6 negres cavall · b4 blanques peó · c4 blanques peó · f4 blanques alfil · d3 negres cavall · f3 blanques cavall · b2 blanques peó · d2 blanques cavall · e2 blanques peó · f2 blanques peó · g2 blanques peó · h2 blanques peó · a1 blanques torre · d1 blanques dama · e1 blanques rei · f1 blanques alfil · h1 blanques torre | a8 negres torre · c8 negres alfil · e8 negres rei · h8 negres torre · a7 negres peó · b7 negres peó · c7 negres peó · d7 negres peó · e7 negres dama · f7 negres peó · g7 negres peó · h7 negres peó · c6 negres cavall · b4 blanques peó · c4 blanques peó · f4 blanques alfil · d3 negres cavall · f3 blanques cavall · b2 blanques peó · d2 blanques cavall · e2 blanques peó · f2 blanques peó · g2 blanques peó · h2 blanques peó · a1 blanques torre · d1 blanques dama · e1 blanques rei · f1 blanques alfil · h1 blanques torre | a8 negres torre · c8 negres alfil · e8 negres rei · h8 negres torre · a7 negres peó · b7 negres peó · c7 negres peó · d7 negres peó · e7 negres dama · f7 negres peó · g7 negres peó · h7 negres peó · c6 negres cavall · b4 blanques peó · c4 blanques peó · f4 blanques alfil · d3 negres cavall · f3 blanques cavall · b2 blanques peó · d2 blanques cavall · e2 blanques peó · f2 blanques peó · g2 blanques peó · h2 blanques peó · a1 blanques torre · d1 blanques dama · e1 blanques rei · f1 blanques alfil · h1 blanques torre | 6 |
| 5 | a8 negres torre · c8 negres alfil · e8 negres rei · h8 negres torre · a7 negres peó · b7 negres peó · c7 negres peó · d7 negres peó · e7 negres dama · f7 negres peó · g7 negres peó · h7 negres peó · c6 negres cavall · b4 blanques peó · c4 blanques peó · f4 blanques alfil · d3 negres cavall · f3 blanques cavall · b2 blanques peó · d2 blanques cavall · e2 blanques peó · f2 blanques peó · g2 blanques peó · h2 blanques peó · a1 blanques torre · d1 blanques dama · e1 blanques rei · f1 blanques alfil · h1 blanques torre | a8 negres torre · c8 negres alfil · e8 negres rei · h8 negres torre · a7 negres peó · b7 negres peó · c7 negres peó · d7 negres peó · e7 negres dama · f7 negres peó · g7 negres peó · h7 negres peó · c6 negres cavall · b4 blanques peó · c4 blanques peó · f4 blanques alfil · d3 negres cavall · f3 blanques cavall · b2 blanques peó · d2 blanques cavall · e2 blanques peó · f2 blanques peó · g2 blanques peó · h2 blanques peó · a1 blanques torre · d1 blanques dama · e1 blanques rei · f1 blanques alfil · h1 blanques torre | a8 negres torre · c8 negres alfil · e8 negres rei · h8 negres torre · a7 negres peó · b7 negres peó · c7 negres peó · d7 negres peó · e7 negres dama · f7 negres peó · g7 negres peó · h7 negres peó · c6 negres cavall · b4 blanques peó · c4 blanques peó · f4 blanques alfil · d3 negres cavall · f3 blanques cavall · b2 blanques peó · d2 blanques cavall · e2 blanques peó · f2 blanques peó · g2 blanques peó · h2 blanques peó · a1 blanques torre · d1 blanques dama · e1 blanques rei · f1 blanques alfil · h1 blanques torre | a8 negres torre · c8 negres alfil · e8 negres rei · h8 negres torre · a7 negres peó · b7 negres peó · c7 negres peó · d7 negres peó · e7 negres dama · f7 negres peó · g7 negres peó · h7 negres peó · c6 negres cavall · b4 blanques peó · c4 blanques peó · f4 blanques alfil · d3 negres cavall · f3 blanques cavall · b2 blanques peó · d2 blanques cavall · e2 blanques peó · f2 blanques peó · g2 blanques peó · h2 blanques peó · a1 blanques torre · d1 blanques dama · e1 blanques rei · f1 blanques alfil · h1 blanques torre | a8 negres torre · c8 negres alfil · e8 negres rei · h8 negres torre · a7 negres peó · b7 negres peó · c7 negres peó · d7 negres peó · e7 negres dama · f7 negres peó · g7 negres peó · h7 negres peó · c6 negres cavall · b4 blanques peó · c4 blanques peó · f4 blanques alfil · d3 negres cavall · f3 blanques cavall · b2 blanques peó · d2 blanques cavall · e2 blanques peó · f2 blanques peó · g2 blanques peó · h2 blanques peó · a1 blanques torre · d1 blanques dama · e1 blanques rei · f1 blanques alfil · h1 blanques torre | a8 negres torre · c8 negres alfil · e8 negres rei · h8 negres torre · a7 negres peó · b7 negres peó · c7 negres peó · d7 negres peó · e7 negres dama · f7 negres peó · g7 negres peó · h7 negres peó · c6 negres cavall · b4 blanques peó · c4 blanques peó · f4 blanques alfil · d3 negres cavall · f3 blanques cavall · b2 blanques peó · d2 blanques cavall · e2 blanques peó · f2 blanques peó · g2 blanques peó · h2 blanques peó · a1 blanques torre · d1 blanques dama · e1 blanques rei · f1 blanques alfil · h1 blanques torre | a8 negres torre · c8 negres alfil · e8 negres rei · h8 negres torre · a7 negres peó · b7 negres peó · c7 negres peó · d7 negres peó · e7 negres dama · f7 negres peó · g7 negres peó · h7 negres peó · c6 negres cavall · b4 blanques peó · c4 blanques peó · f4 blanques alfil · d3 negres cavall · f3 blanques cavall · b2 blanques peó · d2 blanques cavall · e2 blanques peó · f2 blanques peó · g2 blanques peó · h2 blanques peó · a1 blanques torre · d1 blanques dama · e1 blanques rei · f1 blanques alfil · h1 blanques torre | a8 negres torre · c8 negres alfil · e8 negres rei · h8 negres torre · a7 negres peó · b7 negres peó · c7 negres peó · d7 negres peó · e7 negres dama · f7 negres peó · g7 negres peó · h7 negres peó · c6 negres cavall · b4 blanques peó · c4 blanques peó · f4 blanques alfil · d3 negres cavall · f3 blanques cavall · b2 blanques peó · d2 blanques cavall · e2 blanques peó · f2 blanques peó · g2 blanques peó · h2 blanques peó · a1 blanques torre · d1 blanques dama · e1 blanques rei · f1 blanques alfil · h1 blanques torre | 5 |
| 4 | a8 negres torre · c8 negres alfil · e8 negres rei · h8 negres torre · a7 negres peó · b7 negres peó · c7 negres peó · d7 negres peó · e7 negres dama · f7 negres peó · g7 negres peó · h7 negres peó · c6 negres cavall · b4 blanques peó · c4 blanques peó · f4 blanques alfil · d3 negres cavall · f3 blanques cavall · b2 blanques peó · d2 blanques cavall · e2 blanques peó · f2 blanques peó · g2 blanques peó · h2 blanques peó · a1 blanques torre · d1 blanques dama · e1 blanques rei · f1 blanques alfil · h1 blanques torre | a8 negres torre · c8 negres alfil · e8 negres rei · h8 negres torre · a7 negres peó · b7 negres peó · c7 negres peó · d7 negres peó · e7 negres dama · f7 negres peó · g7 negres peó · h7 negres peó · c6 negres cavall · b4 blanques peó · c4 blanques peó · f4 blanques alfil · d3 negres cavall · f3 blanques cavall · b2 blanques peó · d2 blanques cavall · e2 blanques peó · f2 blanques peó · g2 blanques peó · h2 blanques peó · a1 blanques torre · d1 blanques dama · e1 blanques rei · f1 blanques alfil · h1 blanques torre | a8 negres torre · c8 negres alfil · e8 negres rei · h8 negres torre · a7 negres peó · b7 negres peó · c7 negres peó · d7 negres peó · e7 negres dama · f7 negres peó · g7 negres peó · h7 negres peó · c6 negres cavall · b4 blanques peó · c4 blanques peó · f4 blanques alfil · d3 negres cavall · f3 blanques cavall · b2 blanques peó · d2 blanques cavall · e2 blanques peó · f2 blanques peó · g2 blanques peó · h2 blanques peó · a1 blanques torre · d1 blanques dama · e1 blanques rei · f1 blanques alfil · h1 blanques torre | a8 negres torre · c8 negres alfil · e8 negres rei · h8 negres torre · a7 negres peó · b7 negres peó · c7 negres peó · d7 negres peó · e7 negres dama · f7 negres peó · g7 negres peó · h7 negres peó · c6 negres cavall · b4 blanques peó · c4 blanques peó · f4 blanques alfil · d3 negres cavall · f3 blanques cavall · b2 blanques peó · d2 blanques cavall · e2 blanques peó · f2 blanques peó · g2 blanques peó · h2 blanques peó · a1 blanques torre · d1 blanques dama · e1 blanques rei · f1 blanques alfil · h1 blanques torre | a8 negres torre · c8 negres alfil · e8 negres rei · h8 negres torre · a7 negres peó · b7 negres peó · c7 negres peó · d7 negres peó · e7 negres dama · f7 negres peó · g7 negres peó · h7 negres peó · c6 negres cavall · b4 blanques peó · c4 blanques peó · f4 blanques alfil · d3 negres cavall · f3 blanques cavall · b2 blanques peó · d2 blanques cavall · e2 blanques peó · f2 blanques peó · g2 blanques peó · h2 blanques peó · a1 blanques torre · d1 blanques dama · e1 blanques rei · f1 blanques alfil · h1 blanques torre | a8 negres torre · c8 negres alfil · e8 negres rei · h8 negres torre · a7 negres peó · b7 negres peó · c7 negres peó · d7 negres peó · e7 negres dama · f7 negres peó · g7 negres peó · h7 negres peó · c6 negres cavall · b4 blanques peó · c4 blanques peó · f4 blanques alfil · d3 negres cavall · f3 blanques cavall · b2 blanques peó · d2 blanques cavall · e2 blanques peó · f2 blanques peó · g2 blanques peó · h2 blanques peó · a1 blanques torre · d1 blanques dama · e1 blanques rei · f1 blanques alfil · h1 blanques torre | a8 negres torre · c8 negres alfil · e8 negres rei · h8 negres torre · a7 negres peó · b7 negres peó · c7 negres peó · d7 negres peó · e7 negres dama · f7 negres peó · g7 negres peó · h7 negres peó · c6 negres cavall · b4 blanques peó · c4 blanques peó · f4 blanques alfil · d3 negres cavall · f3 blanques cavall · b2 blanques peó · d2 blanques cavall · e2 blanques peó · f2 blanques peó · g2 blanques peó · h2 blanques peó · a1 blanques torre · d1 blanques dama · e1 blanques rei · f1 blanques alfil · h1 blanques torre | a8 negres torre · c8 negres alfil · e8 negres rei · h8 negres torre · a7 negres peó · b7 negres peó · c7 negres peó · d7 negres peó · e7 negres dama · f7 negres peó · g7 negres peó · h7 negres peó · c6 negres cavall · b4 blanques peó · c4 blanques peó · f4 blanques alfil · d3 negres cavall · f3 blanques cavall · b2 blanques peó · d2 blanques cavall · e2 blanques peó · f2 blanques peó · g2 blanques peó · h2 blanques peó · a1 blanques torre · d1 blanques dama · e1 blanques rei · f1 blanques alfil · h1 blanques torre | 4 |
| 3 | a8 negres torre · c8 negres alfil · e8 negres rei · h8 negres torre · a7 negres peó · b7 negres peó · c7 negres peó · d7 negres peó · e7 negres dama · f7 negres peó · g7 negres peó · h7 negres peó · c6 negres cavall · b4 blanques peó · c4 blanques peó · f4 blanques alfil · d3 negres cavall · f3 blanques cavall · b2 blanques peó · d2 blanques cavall · e2 blanques peó · f2 blanques peó · g2 blanques peó · h2 blanques peó · a1 blanques torre · d1 blanques dama · e1 blanques rei · f1 blanques alfil · h1 blanques torre | a8 negres torre · c8 negres alfil · e8 negres rei · h8 negres torre · a7 negres peó · b7 negres peó · c7 negres peó · d7 negres peó · e7 negres dama · f7 negres peó · g7 negres peó · h7 negres peó · c6 negres cavall · b4 blanques peó · c4 blanques peó · f4 blanques alfil · d3 negres cavall · f3 blanques cavall · b2 blanques peó · d2 blanques cavall · e2 blanques peó · f2 blanques peó · g2 blanques peó · h2 blanques peó · a1 blanques torre · d1 blanques dama · e1 blanques rei · f1 blanques alfil · h1 blanques torre | a8 negres torre · c8 negres alfil · e8 negres rei · h8 negres torre · a7 negres peó · b7 negres peó · c7 negres peó · d7 negres peó · e7 negres dama · f7 negres peó · g7 negres peó · h7 negres peó · c6 negres cavall · b4 blanques peó · c4 blanques peó · f4 blanques alfil · d3 negres cavall · f3 blanques cavall · b2 blanques peó · d2 blanques cavall · e2 blanques peó · f2 blanques peó · g2 blanques peó · h2 blanques peó · a1 blanques torre · d1 blanques dama · e1 blanques rei · f1 blanques alfil · h1 blanques torre | a8 negres torre · c8 negres alfil · e8 negres rei · h8 negres torre · a7 negres peó · b7 negres peó · c7 negres peó · d7 negres peó · e7 negres dama · f7 negres peó · g7 negres peó · h7 negres peó · c6 negres cavall · b4 blanques peó · c4 blanques peó · f4 blanques alfil · d3 negres cavall · f3 blanques cavall · b2 blanques peó · d2 blanques cavall · e2 blanques peó · f2 blanques peó · g2 blanques peó · h2 blanques peó · a1 blanques torre · d1 blanques dama · e1 blanques rei · f1 blanques alfil · h1 blanques torre | a8 negres torre · c8 negres alfil · e8 negres rei · h8 negres torre · a7 negres peó · b7 negres peó · c7 negres peó · d7 negres peó · e7 negres dama · f7 negres peó · g7 negres peó · h7 negres peó · c6 negres cavall · b4 blanques peó · c4 blanques peó · f4 blanques alfil · d3 negres cavall · f3 blanques cavall · b2 blanques peó · d2 blanques cavall · e2 blanques peó · f2 blanques peó · g2 blanques peó · h2 blanques peó · a1 blanques torre · d1 blanques dama · e1 blanques rei · f1 blanques alfil · h1 blanques torre | a8 negres torre · c8 negres alfil · e8 negres rei · h8 negres torre · a7 negres peó · b7 negres peó · c7 negres peó · d7 negres peó · e7 negres dama · f7 negres peó · g7 negres peó · h7 negres peó · c6 negres cavall · b4 blanques peó · c4 blanques peó · f4 blanques alfil · d3 negres cavall · f3 blanques cavall · b2 blanques peó · d2 blanques cavall · e2 blanques peó · f2 blanques peó · g2 blanques peó · h2 blanques peó · a1 blanques torre · d1 blanques dama · e1 blanques rei · f1 blanques alfil · h1 blanques torre | a8 negres torre · c8 negres alfil · e8 negres rei · h8 negres torre · a7 negres peó · b7 negres peó · c7 negres peó · d7 negres peó · e7 negres dama · f7 negres peó · g7 negres peó · h7 negres peó · c6 negres cavall · b4 blanques peó · c4 blanques peó · f4 blanques alfil · d3 negres cavall · f3 blanques cavall · b2 blanques peó · d2 blanques cavall · e2 blanques peó · f2 blanques peó · g2 blanques peó · h2 blanques peó · a1 blanques torre · d1 blanques dama · e1 blanques rei · f1 blanques alfil · h1 blanques torre | a8 negres torre · c8 negres alfil · e8 negres rei · h8 negres torre · a7 negres peó · b7 negres peó · c7 negres peó · d7 negres peó · e7 negres dama · f7 negres peó · g7 negres peó · h7 negres peó · c6 negres cavall · b4 blanques peó · c4 blanques peó · f4 blanques alfil · d3 negres cavall · f3 blanques cavall · b2 blanques peó · d2 blanques cavall · e2 blanques peó · f2 blanques peó · g2 blanques peó · h2 blanques peó · a1 blanques torre · d1 blanques dama · e1 blanques rei · f1 blanques alfil · h1 blanques torre | 3 |
| 2 | a8 negres torre · c8 negres alfil · e8 negres rei · h8 negres torre · a7 negres peó · b7 negres peó · c7 negres peó · d7 negres peó · e7 negres dama · f7 negres peó · g7 negres peó · h7 negres peó · c6 negres cavall · b4 blanques peó · c4 blanques peó · f4 blanques alfil · d3 negres cavall · f3 blanques cavall · b2 blanques peó · d2 blanques cavall · e2 blanques peó · f2 blanques peó · g2 blanques peó · h2 blanques peó · a1 blanques torre · d1 blanques dama · e1 blanques rei · f1 blanques alfil · h1 blanques torre | a8 negres torre · c8 negres alfil · e8 negres rei · h8 negres torre · a7 negres peó · b7 negres peó · c7 negres peó · d7 negres peó · e7 negres dama · f7 negres peó · g7 negres peó · h7 negres peó · c6 negres cavall · b4 blanques peó · c4 blanques peó · f4 blanques alfil · d3 negres cavall · f3 blanques cavall · b2 blanques peó · d2 blanques cavall · e2 blanques peó · f2 blanques peó · g2 blanques peó · h2 blanques peó · a1 blanques torre · d1 blanques dama · e1 blanques rei · f1 blanques alfil · h1 blanques torre | a8 negres torre · c8 negres alfil · e8 negres rei · h8 negres torre · a7 negres peó · b7 negres peó · c7 negres peó · d7 negres peó · e7 negres dama · f7 negres peó · g7 negres peó · h7 negres peó · c6 negres cavall · b4 blanques peó · c4 blanques peó · f4 blanques alfil · d3 negres cavall · f3 blanques cavall · b2 blanques peó · d2 blanques cavall · e2 blanques peó · f2 blanques peó · g2 blanques peó · h2 blanques peó · a1 blanques torre · d1 blanques dama · e1 blanques rei · f1 blanques alfil · h1 blanques torre | a8 negres torre · c8 negres alfil · e8 negres rei · h8 negres torre · a7 negres peó · b7 negres peó · c7 negres peó · d7 negres peó · e7 negres dama · f7 negres peó · g7 negres peó · h7 negres peó · c6 negres cavall · b4 blanques peó · c4 blanques peó · f4 blanques alfil · d3 negres cavall · f3 blanques cavall · b2 blanques peó · d2 blanques cavall · e2 blanques peó · f2 blanques peó · g2 blanques peó · h2 blanques peó · a1 blanques torre · d1 blanques dama · e1 blanques rei · f1 blanques alfil · h1 blanques torre | a8 negres torre · c8 negres alfil · e8 negres rei · h8 negres torre · a7 negres peó · b7 negres peó · c7 negres peó · d7 negres peó · e7 negres dama · f7 negres peó · g7 negres peó · h7 negres peó · c6 negres cavall · b4 blanques peó · c4 blanques peó · f4 blanques alfil · d3 negres cavall · f3 blanques cavall · b2 blanques peó · d2 blanques cavall · e2 blanques peó · f2 blanques peó · g2 blanques peó · h2 blanques peó · a1 blanques torre · d1 blanques dama · e1 blanques rei · f1 blanques alfil · h1 blanques torre | a8 negres torre · c8 negres alfil · e8 negres rei · h8 negres torre · a7 negres peó · b7 negres peó · c7 negres peó · d7 negres peó · e7 negres dama · f7 negres peó · g7 negres peó · h7 negres peó · c6 negres cavall · b4 blanques peó · c4 blanques peó · f4 blanques alfil · d3 negres cavall · f3 blanques cavall · b2 blanques peó · d2 blanques cavall · e2 blanques peó · f2 blanques peó · g2 blanques peó · h2 blanques peó · a1 blanques torre · d1 blanques dama · e1 blanques rei · f1 blanques alfil · h1 blanques torre | a8 negres torre · c8 negres alfil · e8 negres rei · h8 negres torre · a7 negres peó · b7 negres peó · c7 negres peó · d7 negres peó · e7 negres dama · f7 negres peó · g7 negres peó · h7 negres peó · c6 negres cavall · b4 blanques peó · c4 blanques peó · f4 blanques alfil · d3 negres cavall · f3 blanques cavall · b2 blanques peó · d2 blanques cavall · e2 blanques peó · f2 blanques peó · g2 blanques peó · h2 blanques peó · a1 blanques torre · d1 blanques dama · e1 blanques rei · f1 blanques alfil · h1 blanques torre | a8 negres torre · c8 negres alfil · e8 negres rei · h8 negres torre · a7 negres peó · b7 negres peó · c7 negres peó · d7 negres peó · e7 negres dama · f7 negres peó · g7 negres peó · h7 negres peó · c6 negres cavall · b4 blanques peó · c4 blanques peó · f4 blanques alfil · d3 negres cavall · f3 blanques cavall · b2 blanques peó · d2 blanques cavall · e2 blanques peó · f2 blanques peó · g2 blanques peó · h2 blanques peó · a1 blanques torre · d1 blanques dama · e1 blanques rei · f1 blanques alfil · h1 blanques torre | 2 |
| 1 | a8 negres torre · c8 negres alfil · e8 negres rei · h8 negres torre · a7 negres peó · b7 negres peó · c7 negres peó · d7 negres peó · e7 negres dama · f7 negres peó · g7 negres peó · h7 negres peó · c6 negres cavall · b4 blanques peó · c4 blanques peó · f4 blanques alfil · d3 negres cavall · f3 blanques cavall · b2 blanques peó · d2 blanques cavall · e2 blanques peó · f2 blanques peó · g2 blanques peó · h2 blanques peó · a1 blanques torre · d1 blanques dama · e1 blanques rei · f1 blanques alfil · h1 blanques torre | a8 negres torre · c8 negres alfil · e8 negres rei · h8 negres torre · a7 negres peó · b7 negres peó · c7 negres peó · d7 negres peó · e7 negres dama · f7 negres peó · g7 negres peó · h7 negres peó · c6 negres cavall · b4 blanques peó · c4 blanques peó · f4 blanques alfil · d3 negres cavall · f3 blanques cavall · b2 blanques peó · d2 blanques cavall · e2 blanques peó · f2 blanques peó · g2 blanques peó · h2 blanques peó · a1 blanques torre · d1 blanques dama · e1 blanques rei · f1 blanques alfil · h1 blanques torre | a8 negres torre · c8 negres alfil · e8 negres rei · h8 negres torre · a7 negres peó · b7 negres peó · c7 negres peó · d7 negres peó · e7 negres dama · f7 negres peó · g7 negres peó · h7 negres peó · c6 negres cavall · b4 blanques peó · c4 blanques peó · f4 blanques alfil · d3 negres cavall · f3 blanques cavall · b2 blanques peó · d2 blanques cavall · e2 blanques peó · f2 blanques peó · g2 blanques peó · h2 blanques peó · a1 blanques torre · d1 blanques dama · e1 blanques rei · f1 blanques alfil · h1 blanques torre | a8 negres torre · c8 negres alfil · e8 negres rei · h8 negres torre · a7 negres peó · b7 negres peó · c7 negres peó · d7 negres peó · e7 negres dama · f7 negres peó · g7 negres peó · h7 negres peó · c6 negres cavall · b4 blanques peó · c4 blanques peó · f4 blanques alfil · d3 negres cavall · f3 blanques cavall · b2 blanques peó · d2 blanques cavall · e2 blanques peó · f2 blanques peó · g2 blanques peó · h2 blanques peó · a1 blanques torre · d1 blanques dama · e1 blanques rei · f1 blanques alfil · h1 blanques torre | a8 negres torre · c8 negres alfil · e8 negres rei · h8 negres torre · a7 negres peó · b7 negres peó · c7 negres peó · d7 negres peó · e7 negres dama · f7 negres peó · g7 negres peó · h7 negres peó · c6 negres cavall · b4 blanques peó · c4 blanques peó · f4 blanques alfil · d3 negres cavall · f3 blanques cavall · b2 blanques peó · d2 blanques cavall · e2 blanques peó · f2 blanques peó · g2 blanques peó · h2 blanques peó · a1 blanques torre · d1 blanques dama · e1 blanques rei · f1 blanques alfil · h1 blanques torre | a8 negres torre · c8 negres alfil · e8 negres rei · h8 negres torre · a7 negres peó · b7 negres peó · c7 negres peó · d7 negres peó · e7 negres dama · f7 negres peó · g7 negres peó · h7 negres peó · c6 negres cavall · b4 blanques peó · c4 blanques peó · f4 blanques alfil · d3 negres cavall · f3 blanques cavall · b2 blanques peó · d2 blanques cavall · e2 blanques peó · f2 blanques peó · g2 blanques peó · h2 blanques peó · a1 blanques torre · d1 blanques dama · e1 blanques rei · f1 blanques alfil · h1 blanques torre | a8 negres torre · c8 negres alfil · e8 negres rei · h8 negres torre · a7 negres peó · b7 negres peó · c7 negres peó · d7 negres peó · e7 negres dama · f7 negres peó · g7 negres peó · h7 negres peó · c6 negres cavall · b4 blanques peó · c4 blanques peó · f4 blanques alfil · d3 negres cavall · f3 blanques cavall · b2 blanques peó · d2 blanques cavall · e2 blanques peó · f2 blanques peó · g2 blanques peó · h2 blanques peó · a1 blanques torre · d1 blanques dama · e1 blanques rei · f1 blanques alfil · h1 blanques torre | a8 negres torre · c8 negres alfil · e8 negres rei · h8 negres torre · a7 negres peó · b7 negres peó · c7 negres peó · d7 negres peó · e7 negres dama · f7 negres peó · g7 negres peó · h7 negres peó · c6 negres cavall · b4 blanques peó · c4 blanques peó · f4 blanques alfil · d3 negres cavall · f3 blanques cavall · b2 blanques peó · d2 blanques cavall · e2 blanques peó · f2 blanques peó · g2 blanques peó · h2 blanques peó · a1 blanques torre · d1 blanques dama · e1 blanques rei · f1 blanques alfil · h1 blanques torre | 1 |
|   | a | b | c | d | e | f | g | h |   |

|   | a | b | c | d | e | f | g | h |   |
| 8 | a8 negres torre · c8 negres alfil · e8 negres rei · f8 negres alfil · g8 negres cavall · h8 negres torre · a7 negres peó · b7 negres peó · c7 negres peó · d7 negres peó · f7 blanques cavall · g7 negres peó · h7 negres peó · e4 negres dama · f3 negres cavall · a2 blanques peó · b2 blanques peó · c2 blanques peó · d2 blanques peó · e2 blanques alfil · f2 blanques peó · h2 blanques peó · a1 blanques torre · b1 blanques cavall · c1 blanques alfil · d1 blanques dama · e1 blanques rei · f1 blanques torre | a8 negres torre · c8 negres alfil · e8 negres rei · f8 negres alfil · g8 negres cavall · h8 negres torre · a7 negres peó · b7 negres peó · c7 negres peó · d7 negres peó · f7 blanques cavall · g7 negres peó · h7 negres peó · e4 negres dama · f3 negres cavall · a2 blanques peó · b2 blanques peó · c2 blanques peó · d2 blanques peó · e2 blanques alfil · f2 blanques peó · h2 blanques peó · a1 blanques torre · b1 blanques cavall · c1 blanques alfil · d1 blanques dama · e1 blanques rei · f1 blanques torre | a8 negres torre · c8 negres alfil · e8 negres rei · f8 negres alfil · g8 negres cavall · h8 negres torre · a7 negres peó · b7 negres peó · c7 negres peó · d7 negres peó · f7 blanques cavall · g7 negres peó · h7 negres peó · e4 negres dama · f3 negres cavall · a2 blanques peó · b2 blanques peó · c2 blanques peó · d2 blanques peó · e2 blanques alfil · f2 blanques peó · h2 blanques peó · a1 blanques torre · b1 blanques cavall · c1 blanques alfil · d1 blanques dama · e1 blanques rei · f1 blanques torre | a8 negres torre · c8 negres alfil · e8 negres rei · f8 negres alfil · g8 negres cavall · h8 negres torre · a7 negres peó · b7 negres peó · c7 negres peó · d7 negres peó · f7 blanques cavall · g7 negres peó · h7 negres peó · e4 negres dama · f3 negres cavall · a2 blanques peó · b2 blanques peó · c2 blanques peó · d2 blanques peó · e2 blanques alfil · f2 blanques peó · h2 blanques peó · a1 blanques torre · b1 blanques cavall · c1 blanques alfil · d1 blanques dama · e1 blanques rei · f1 blanques torre | a8 negres torre · c8 negres alfil · e8 negres rei · f8 negres alfil · g8 negres cavall · h8 negres torre · a7 negres peó · b7 negres peó · c7 negres peó · d7 negres peó · f7 blanques cavall · g7 negres peó · h7 negres peó · e4 negres dama · f3 negres cavall · a2 blanques peó · b2 blanques peó · c2 blanques peó · d2 blanques peó · e2 blanques alfil · f2 blanques peó · h2 blanques peó · a1 blanques torre · b1 blanques cavall · c1 blanques alfil · d1 blanques dama · e1 blanques rei · f1 blanques torre | a8 negres torre · c8 negres alfil · e8 negres rei · f8 negres alfil · g8 negres cavall · h8 negres torre · a7 negres peó · b7 negres peó · c7 negres peó · d7 negres peó · f7 blanques cavall · g7 negres peó · h7 negres peó · e4 negres dama · f3 negres cavall · a2 blanques peó · b2 blanques peó · c2 blanques peó · d2 blanques peó · e2 blanques alfil · f2 blanques peó · h2 blanques peó · a1 blanques torre · b1 blanques cavall · c1 blanques alfil · d1 blanques dama · e1 blanques rei · f1 blanques torre | a8 negres torre · c8 negres alfil · e8 negres rei · f8 negres alfil · g8 negres cavall · h8 negres torre · a7 negres peó · b7 negres peó · c7 negres peó · d7 negres peó · f7 blanques cavall · g7 negres peó · h7 negres peó · e4 negres dama · f3 negres cavall · a2 blanques peó · b2 blanques peó · c2 blanques peó · d2 blanques peó · e2 blanques alfil · f2 blanques peó · h2 blanques peó · a1 blanques torre · b1 blanques cavall · c1 blanques alfil · d1 blanques dama · e1 blanques rei · f1 blanques torre | a8 negres torre · c8 negres alfil · e8 negres rei · f8 negres alfil · g8 negres cavall · h8 negres torre · a7 negres peó · b7 negres peó · c7 negres peó · d7 negres peó · f7 blanques cavall · g7 negres peó · h7 negres peó · e4 negres dama · f3 negres cavall · a2 blanques peó · b2 blanques peó · c2 blanques peó · d2 blanques peó · e2 blanques alfil · f2 blanques peó · h2 blanques peó · a1 blanques torre · b1 blanques cavall · c1 blanques alfil · d1 blanques dama · e1 blanques rei · f1 blanques torre | 8 |
| 7 | a8 negres torre · c8 negres alfil · e8 negres rei · f8 negres alfil · g8 negres cavall · h8 negres torre · a7 negres peó · b7 negres peó · c7 negres peó · d7 negres peó · f7 blanques cavall · g7 negres peó · h7 negres peó · e4 negres dama · f3 negres cavall · a2 blanques peó · b2 blanques peó · c2 blanques peó · d2 blanques peó · e2 blanques alfil · f2 blanques peó · h2 blanques peó · a1 blanques torre · b1 blanques cavall · c1 blanques alfil · d1 blanques dama · e1 blanques rei · f1 blanques torre | a8 negres torre · c8 negres alfil · e8 negres rei · f8 negres alfil · g8 negres cavall · h8 negres torre · a7 negres peó · b7 negres peó · c7 negres peó · d7 negres peó · f7 blanques cavall · g7 negres peó · h7 negres peó · e4 negres dama · f3 negres cavall · a2 blanques peó · b2 blanques peó · c2 blanques peó · d2 blanques peó · e2 blanques alfil · f2 blanques peó · h2 blanques peó · a1 blanques torre · b1 blanques cavall · c1 blanques alfil · d1 blanques dama · e1 blanques rei · f1 blanques torre | a8 negres torre · c8 negres alfil · e8 negres rei · f8 negres alfil · g8 negres cavall · h8 negres torre · a7 negres peó · b7 negres peó · c7 negres peó · d7 negres peó · f7 blanques cavall · g7 negres peó · h7 negres peó · e4 negres dama · f3 negres cavall · a2 blanques peó · b2 blanques peó · c2 blanques peó · d2 blanques peó · e2 blanques alfil · f2 blanques peó · h2 blanques peó · a1 blanques torre · b1 blanques cavall · c1 blanques alfil · d1 blanques dama · e1 blanques rei · f1 blanques torre | a8 negres torre · c8 negres alfil · e8 negres rei · f8 negres alfil · g8 negres cavall · h8 negres torre · a7 negres peó · b7 negres peó · c7 negres peó · d7 negres peó · f7 blanques cavall · g7 negres peó · h7 negres peó · e4 negres dama · f3 negres cavall · a2 blanques peó · b2 blanques peó · c2 blanques peó · d2 blanques peó · e2 blanques alfil · f2 blanques peó · h2 blanques peó · a1 blanques torre · b1 blanques cavall · c1 blanques alfil · d1 blanques dama · e1 blanques rei · f1 blanques torre | a8 negres torre · c8 negres alfil · e8 negres rei · f8 negres alfil · g8 negres cavall · h8 negres torre · a7 negres peó · b7 negres peó · c7 negres peó · d7 negres peó · f7 blanques cavall · g7 negres peó · h7 negres peó · e4 negres dama · f3 negres cavall · a2 blanques peó · b2 blanques peó · c2 blanques peó · d2 blanques peó · e2 blanques alfil · f2 blanques peó · h2 blanques peó · a1 blanques torre · b1 blanques cavall · c1 blanques alfil · d1 blanques dama · e1 blanques rei · f1 blanques torre | a8 negres torre · c8 negres alfil · e8 negres rei · f8 negres alfil · g8 negres cavall · h8 negres torre · a7 negres peó · b7 negres peó · c7 negres peó · d7 negres peó · f7 blanques cavall · g7 negres peó · h7 negres peó · e4 negres dama · f3 negres cavall · a2 blanques peó · b2 blanques peó · c2 blanques peó · d2 blanques peó · e2 blanques alfil · f2 blanques peó · h2 blanques peó · a1 blanques torre · b1 blanques cavall · c1 blanques alfil · d1 blanques dama · e1 blanques rei · f1 blanques torre | a8 negres torre · c8 negres alfil · e8 negres rei · f8 negres alfil · g8 negres cavall · h8 negres torre · a7 negres peó · b7 negres peó · c7 negres peó · d7 negres peó · f7 blanques cavall · g7 negres peó · h7 negres peó · e4 negres dama · f3 negres cavall · a2 blanques peó · b2 blanques peó · c2 blanques peó · d2 blanques peó · e2 blanques alfil · f2 blanques peó · h2 blanques peó · a1 blanques torre · b1 blanques cavall · c1 blanques alfil · d1 blanques dama · e1 blanques rei · f1 blanques torre | a8 negres torre · c8 negres alfil · e8 negres rei · f8 negres alfil · g8 negres cavall · h8 negres torre · a7 negres peó · b7 negres peó · c7 negres peó · d7 negres peó · f7 blanques cavall · g7 negres peó · h7 negres peó · e4 negres dama · f3 negres cavall · a2 blanques peó · b2 blanques peó · c2 blanques peó · d2 blanques peó · e2 blanques alfil · f2 blanques peó · h2 blanques peó · a1 blanques torre · b1 blanques cavall · c1 blanques alfil · d1 blanques dama · e1 blanques rei · f1 blanques torre | 7 |
| 6 | a8 negres torre · c8 negres alfil · e8 negres rei · f8 negres alfil · g8 negres cavall · h8 negres torre · a7 negres peó · b7 negres peó · c7 negres peó · d7 negres peó · f7 blanques cavall · g7 negres peó · h7 negres peó · e4 negres dama · f3 negres cavall · a2 blanques peó · b2 blanques peó · c2 blanques peó · d2 blanques peó · e2 blanques alfil · f2 blanques peó · h2 blanques peó · a1 blanques torre · b1 blanques cavall · c1 blanques alfil · d1 blanques dama · e1 blanques rei · f1 blanques torre | a8 negres torre · c8 negres alfil · e8 negres rei · f8 negres alfil · g8 negres cavall · h8 negres torre · a7 negres peó · b7 negres peó · c7 negres peó · d7 negres peó · f7 blanques cavall · g7 negres peó · h7 negres peó · e4 negres dama · f3 negres cavall · a2 blanques peó · b2 blanques peó · c2 blanques peó · d2 blanques peó · e2 blanques alfil · f2 blanques peó · h2 blanques peó · a1 blanques torre · b1 blanques cavall · c1 blanques alfil · d1 blanques dama · e1 blanques rei · f1 blanques torre | a8 negres torre · c8 negres alfil · e8 negres rei · f8 negres alfil · g8 negres cavall · h8 negres torre · a7 negres peó · b7 negres peó · c7 negres peó · d7 negres peó · f7 blanques cavall · g7 negres peó · h7 negres peó · e4 negres dama · f3 negres cavall · a2 blanques peó · b2 blanques peó · c2 blanques peó · d2 blanques peó · e2 blanques alfil · f2 blanques peó · h2 blanques peó · a1 blanques torre · b1 blanques cavall · c1 blanques alfil · d1 blanques dama · e1 blanques rei · f1 blanques torre | a8 negres torre · c8 negres alfil · e8 negres rei · f8 negres alfil · g8 negres cavall · h8 negres torre · a7 negres peó · b7 negres peó · c7 negres peó · d7 negres peó · f7 blanques cavall · g7 negres peó · h7 negres peó · e4 negres dama · f3 negres cavall · a2 blanques peó · b2 blanques peó · c2 blanques peó · d2 blanques peó · e2 blanques alfil · f2 blanques peó · h2 blanques peó · a1 blanques torre · b1 blanques cavall · c1 blanques alfil · d1 blanques dama · e1 blanques rei · f1 blanques torre | a8 negres torre · c8 negres alfil · e8 negres rei · f8 negres alfil · g8 negres cavall · h8 negres torre · a7 negres peó · b7 negres peó · c7 negres peó · d7 negres peó · f7 blanques cavall · g7 negres peó · h7 negres peó · e4 negres dama · f3 negres cavall · a2 blanques peó · b2 blanques peó · c2 blanques peó · d2 blanques peó · e2 blanques alfil · f2 blanques peó · h2 blanques peó · a1 blanques torre · b1 blanques cavall · c1 blanques alfil · d1 blanques dama · e1 blanques rei · f1 blanques torre | a8 negres torre · c8 negres alfil · e8 negres rei · f8 negres alfil · g8 negres cavall · h8 negres torre · a7 negres peó · b7 negres peó · c7 negres peó · d7 negres peó · f7 blanques cavall · g7 negres peó · h7 negres peó · e4 negres dama · f3 negres cavall · a2 blanques peó · b2 blanques peó · c2 blanques peó · d2 blanques peó · e2 blanques alfil · f2 blanques peó · h2 blanques peó · a1 blanques torre · b1 blanques cavall · c1 blanques alfil · d1 blanques dama · e1 blanques rei · f1 blanques torre | a8 negres torre · c8 negres alfil · e8 negres rei · f8 negres alfil · g8 negres cavall · h8 negres torre · a7 negres peó · b7 negres peó · c7 negres peó · d7 negres peó · f7 blanques cavall · g7 negres peó · h7 negres peó · e4 negres dama · f3 negres cavall · a2 blanques peó · b2 blanques peó · c2 blanques peó · d2 blanques peó · e2 blanques alfil · f2 blanques peó · h2 blanques peó · a1 blanques torre · b1 blanques cavall · c1 blanques alfil · d1 blanques dama · e1 blanques rei · f1 blanques torre | a8 negres torre · c8 negres alfil · e8 negres rei · f8 negres alfil · g8 negres cavall · h8 negres torre · a7 negres peó · b7 negres peó · c7 negres peó · d7 negres peó · f7 blanques cavall · g7 negres peó · h7 negres peó · e4 negres dama · f3 negres cavall · a2 blanques peó · b2 blanques peó · c2 blanques peó · d2 blanques peó · e2 blanques alfil · f2 blanques peó · h2 blanques peó · a1 blanques torre · b1 blanques cavall · c1 blanques alfil · d1 blanques dama · e1 blanques rei · f1 blanques torre | 6 |
| 5 | a8 negres torre · c8 negres alfil · e8 negres rei · f8 negres alfil · g8 negres cavall · h8 negres torre · a7 negres peó · b7 negres peó · c7 negres peó · d7 negres peó · f7 blanques cavall · g7 negres peó · h7 negres peó · e4 negres dama · f3 negres cavall · a2 blanques peó · b2 blanques peó · c2 blanques peó · d2 blanques peó · e2 blanques alfil · f2 blanques peó · h2 blanques peó · a1 blanques torre · b1 blanques cavall · c1 blanques alfil · d1 blanques dama · e1 blanques rei · f1 blanques torre | a8 negres torre · c8 negres alfil · e8 negres rei · f8 negres alfil · g8 negres cavall · h8 negres torre · a7 negres peó · b7 negres peó · c7 negres peó · d7 negres peó · f7 blanques cavall · g7 negres peó · h7 negres peó · e4 negres dama · f3 negres cavall · a2 blanques peó · b2 blanques peó · c2 blanques peó · d2 blanques peó · e2 blanques alfil · f2 blanques peó · h2 blanques peó · a1 blanques torre · b1 blanques cavall · c1 blanques alfil · d1 blanques dama · e1 blanques rei · f1 blanques torre | a8 negres torre · c8 negres alfil · e8 negres rei · f8 negres alfil · g8 negres cavall · h8 negres torre · a7 negres peó · b7 negres peó · c7 negres peó · d7 negres peó · f7 blanques cavall · g7 negres peó · h7 negres peó · e4 negres dama · f3 negres cavall · a2 blanques peó · b2 blanques peó · c2 blanques peó · d2 blanques peó · e2 blanques alfil · f2 blanques peó · h2 blanques peó · a1 blanques torre · b1 blanques cavall · c1 blanques alfil · d1 blanques dama · e1 blanques rei · f1 blanques torre | a8 negres torre · c8 negres alfil · e8 negres rei · f8 negres alfil · g8 negres cavall · h8 negres torre · a7 negres peó · b7 negres peó · c7 negres peó · d7 negres peó · f7 blanques cavall · g7 negres peó · h7 negres peó · e4 negres dama · f3 negres cavall · a2 blanques peó · b2 blanques peó · c2 blanques peó · d2 blanques peó · e2 blanques alfil · f2 blanques peó · h2 blanques peó · a1 blanques torre · b1 blanques cavall · c1 blanques alfil · d1 blanques dama · e1 blanques rei · f1 blanques torre | a8 negres torre · c8 negres alfil · e8 negres rei · f8 negres alfil · g8 negres cavall · h8 negres torre · a7 negres peó · b7 negres peó · c7 negres peó · d7 negres peó · f7 blanques cavall · g7 negres peó · h7 negres peó · e4 negres dama · f3 negres cavall · a2 blanques peó · b2 blanques peó · c2 blanques peó · d2 blanques peó · e2 blanques alfil · f2 blanques peó · h2 blanques peó · a1 blanques torre · b1 blanques cavall · c1 blanques alfil · d1 blanques dama · e1 blanques rei · f1 blanques torre | a8 negres torre · c8 negres alfil · e8 negres rei · f8 negres alfil · g8 negres cavall · h8 negres torre · a7 negres peó · b7 negres peó · c7 negres peó · d7 negres peó · f7 blanques cavall · g7 negres peó · h7 negres peó · e4 negres dama · f3 negres cavall · a2 blanques peó · b2 blanques peó · c2 blanques peó · d2 blanques peó · e2 blanques alfil · f2 blanques peó · h2 blanques peó · a1 blanques torre · b1 blanques cavall · c1 blanques alfil · d1 blanques dama · e1 blanques rei · f1 blanques torre | a8 negres torre · c8 negres alfil · e8 negres rei · f8 negres alfil · g8 negres cavall · h8 negres torre · a7 negres peó · b7 negres peó · c7 negres peó · d7 negres peó · f7 blanques cavall · g7 negres peó · h7 negres peó · e4 negres dama · f3 negres cavall · a2 blanques peó · b2 blanques peó · c2 blanques peó · d2 blanques peó · e2 blanques alfil · f2 blanques peó · h2 blanques peó · a1 blanques torre · b1 blanques cavall · c1 blanques alfil · d1 blanques dama · e1 blanques rei · f1 blanques torre | a8 negres torre · c8 negres alfil · e8 negres rei · f8 negres alfil · g8 negres cavall · h8 negres torre · a7 negres peó · b7 negres peó · c7 negres peó · d7 negres peó · f7 blanques cavall · g7 negres peó · h7 negres peó · e4 negres dama · f3 negres cavall · a2 blanques peó · b2 blanques peó · c2 blanques peó · d2 blanques peó · e2 blanques alfil · f2 blanques peó · h2 blanques peó · a1 blanques torre · b1 blanques cavall · c1 blanques alfil · d1 blanques dama · e1 blanques rei · f1 blanques torre | 5 |
| 4 | a8 negres torre · c8 negres alfil · e8 negres rei · f8 negres alfil · g8 negres cavall · h8 negres torre · a7 negres peó · b7 negres peó · c7 negres peó · d7 negres peó · f7 blanques cavall · g7 negres peó · h7 negres peó · e4 negres dama · f3 negres cavall · a2 blanques peó · b2 blanques peó · c2 blanques peó · d2 blanques peó · e2 blanques alfil · f2 blanques peó · h2 blanques peó · a1 blanques torre · b1 blanques cavall · c1 blanques alfil · d1 blanques dama · e1 blanques rei · f1 blanques torre | a8 negres torre · c8 negres alfil · e8 negres rei · f8 negres alfil · g8 negres cavall · h8 negres torre · a7 negres peó · b7 negres peó · c7 negres peó · d7 negres peó · f7 blanques cavall · g7 negres peó · h7 negres peó · e4 negres dama · f3 negres cavall · a2 blanques peó · b2 blanques peó · c2 blanques peó · d2 blanques peó · e2 blanques alfil · f2 blanques peó · h2 blanques peó · a1 blanques torre · b1 blanques cavall · c1 blanques alfil · d1 blanques dama · e1 blanques rei · f1 blanques torre | a8 negres torre · c8 negres alfil · e8 negres rei · f8 negres alfil · g8 negres cavall · h8 negres torre · a7 negres peó · b7 negres peó · c7 negres peó · d7 negres peó · f7 blanques cavall · g7 negres peó · h7 negres peó · e4 negres dama · f3 negres cavall · a2 blanques peó · b2 blanques peó · c2 blanques peó · d2 blanques peó · e2 blanques alfil · f2 blanques peó · h2 blanques peó · a1 blanques torre · b1 blanques cavall · c1 blanques alfil · d1 blanques dama · e1 blanques rei · f1 blanques torre | a8 negres torre · c8 negres alfil · e8 negres rei · f8 negres alfil · g8 negres cavall · h8 negres torre · a7 negres peó · b7 negres peó · c7 negres peó · d7 negres peó · f7 blanques cavall · g7 negres peó · h7 negres peó · e4 negres dama · f3 negres cavall · a2 blanques peó · b2 blanques peó · c2 blanques peó · d2 blanques peó · e2 blanques alfil · f2 blanques peó · h2 blanques peó · a1 blanques torre · b1 blanques cavall · c1 blanques alfil · d1 blanques dama · e1 blanques rei · f1 blanques torre | a8 negres torre · c8 negres alfil · e8 negres rei · f8 negres alfil · g8 negres cavall · h8 negres torre · a7 negres peó · b7 negres peó · c7 negres peó · d7 negres peó · f7 blanques cavall · g7 negres peó · h7 negres peó · e4 negres dama · f3 negres cavall · a2 blanques peó · b2 blanques peó · c2 blanques peó · d2 blanques peó · e2 blanques alfil · f2 blanques peó · h2 blanques peó · a1 blanques torre · b1 blanques cavall · c1 blanques alfil · d1 blanques dama · e1 blanques rei · f1 blanques torre | a8 negres torre · c8 negres alfil · e8 negres rei · f8 negres alfil · g8 negres cavall · h8 negres torre · a7 negres peó · b7 negres peó · c7 negres peó · d7 negres peó · f7 blanques cavall · g7 negres peó · h7 negres peó · e4 negres dama · f3 negres cavall · a2 blanques peó · b2 blanques peó · c2 blanques peó · d2 blanques peó · e2 blanques alfil · f2 blanques peó · h2 blanques peó · a1 blanques torre · b1 blanques cavall · c1 blanques alfil · d1 blanques dama · e1 blanques rei · f1 blanques torre | a8 negres torre · c8 negres alfil · e8 negres rei · f8 negres alfil · g8 negres cavall · h8 negres torre · a7 negres peó · b7 negres peó · c7 negres peó · d7 negres peó · f7 blanques cavall · g7 negres peó · h7 negres peó · e4 negres dama · f3 negres cavall · a2 blanques peó · b2 blanques peó · c2 blanques peó · d2 blanques peó · e2 blanques alfil · f2 blanques peó · h2 blanques peó · a1 blanques torre · b1 blanques cavall · c1 blanques alfil · d1 blanques dama · e1 blanques rei · f1 blanques torre | a8 negres torre · c8 negres alfil · e8 negres rei · f8 negres alfil · g8 negres cavall · h8 negres torre · a7 negres peó · b7 negres peó · c7 negres peó · d7 negres peó · f7 blanques cavall · g7 negres peó · h7 negres peó · e4 negres dama · f3 negres cavall · a2 blanques peó · b2 blanques peó · c2 blanques peó · d2 blanques peó · e2 blanques alfil · f2 blanques peó · h2 blanques peó · a1 blanques torre · b1 blanques cavall · c1 blanques alfil · d1 blanques dama · e1 blanques rei · f1 blanques torre | 4 |
| 3 | a8 negres torre · c8 negres alfil · e8 negres rei · f8 negres alfil · g8 negres cavall · h8 negres torre · a7 negres peó · b7 negres peó · c7 negres peó · d7 negres peó · f7 blanques cavall · g7 negres peó · h7 negres peó · e4 negres dama · f3 negres cavall · a2 blanques peó · b2 blanques peó · c2 blanques peó · d2 blanques peó · e2 blanques alfil · f2 blanques peó · h2 blanques peó · a1 blanques torre · b1 blanques cavall · c1 blanques alfil · d1 blanques dama · e1 blanques rei · f1 blanques torre | a8 negres torre · c8 negres alfil · e8 negres rei · f8 negres alfil · g8 negres cavall · h8 negres torre · a7 negres peó · b7 negres peó · c7 negres peó · d7 negres peó · f7 blanques cavall · g7 negres peó · h7 negres peó · e4 negres dama · f3 negres cavall · a2 blanques peó · b2 blanques peó · c2 blanques peó · d2 blanques peó · e2 blanques alfil · f2 blanques peó · h2 blanques peó · a1 blanques torre · b1 blanques cavall · c1 blanques alfil · d1 blanques dama · e1 blanques rei · f1 blanques torre | a8 negres torre · c8 negres alfil · e8 negres rei · f8 negres alfil · g8 negres cavall · h8 negres torre · a7 negres peó · b7 negres peó · c7 negres peó · d7 negres peó · f7 blanques cavall · g7 negres peó · h7 negres peó · e4 negres dama · f3 negres cavall · a2 blanques peó · b2 blanques peó · c2 blanques peó · d2 blanques peó · e2 blanques alfil · f2 blanques peó · h2 blanques peó · a1 blanques torre · b1 blanques cavall · c1 blanques alfil · d1 blanques dama · e1 blanques rei · f1 blanques torre | a8 negres torre · c8 negres alfil · e8 negres rei · f8 negres alfil · g8 negres cavall · h8 negres torre · a7 negres peó · b7 negres peó · c7 negres peó · d7 negres peó · f7 blanques cavall · g7 negres peó · h7 negres peó · e4 negres dama · f3 negres cavall · a2 blanques peó · b2 blanques peó · c2 blanques peó · d2 blanques peó · e2 blanques alfil · f2 blanques peó · h2 blanques peó · a1 blanques torre · b1 blanques cavall · c1 blanques alfil · d1 blanques dama · e1 blanques rei · f1 blanques torre | a8 negres torre · c8 negres alfil · e8 negres rei · f8 negres alfil · g8 negres cavall · h8 negres torre · a7 negres peó · b7 negres peó · c7 negres peó · d7 negres peó · f7 blanques cavall · g7 negres peó · h7 negres peó · e4 negres dama · f3 negres cavall · a2 blanques peó · b2 blanques peó · c2 blanques peó · d2 blanques peó · e2 blanques alfil · f2 blanques peó · h2 blanques peó · a1 blanques torre · b1 blanques cavall · c1 blanques alfil · d1 blanques dama · e1 blanques rei · f1 blanques torre | a8 negres torre · c8 negres alfil · e8 negres rei · f8 negres alfil · g8 negres cavall · h8 negres torre · a7 negres peó · b7 negres peó · c7 negres peó · d7 negres peó · f7 blanques cavall · g7 negres peó · h7 negres peó · e4 negres dama · f3 negres cavall · a2 blanques peó · b2 blanques peó · c2 blanques peó · d2 blanques peó · e2 blanques alfil · f2 blanques peó · h2 blanques peó · a1 blanques torre · b1 blanques cavall · c1 blanques alfil · d1 blanques dama · e1 blanques rei · f1 blanques torre | a8 negres torre · c8 negres alfil · e8 negres rei · f8 negres alfil · g8 negres cavall · h8 negres torre · a7 negres peó · b7 negres peó · c7 negres peó · d7 negres peó · f7 blanques cavall · g7 negres peó · h7 negres peó · e4 negres dama · f3 negres cavall · a2 blanques peó · b2 blanques peó · c2 blanques peó · d2 blanques peó · e2 blanques alfil · f2 blanques peó · h2 blanques peó · a1 blanques torre · b1 blanques cavall · c1 blanques alfil · d1 blanques dama · e1 blanques rei · f1 blanques torre | a8 negres torre · c8 negres alfil · e8 negres rei · f8 negres alfil · g8 negres cavall · h8 negres torre · a7 negres peó · b7 negres peó · c7 negres peó · d7 negres peó · f7 blanques cavall · g7 negres peó · h7 negres peó · e4 negres dama · f3 negres cavall · a2 blanques peó · b2 blanques peó · c2 blanques peó · d2 blanques peó · e2 blanques alfil · f2 blanques peó · h2 blanques peó · a1 blanques torre · b1 blanques cavall · c1 blanques alfil · d1 blanques dama · e1 blanques rei · f1 blanques torre | 3 |
| 2 | a8 negres torre · c8 negres alfil · e8 negres rei · f8 negres alfil · g8 negres cavall · h8 negres torre · a7 negres peó · b7 negres peó · c7 negres peó · d7 negres peó · f7 blanques cavall · g7 negres peó · h7 negres peó · e4 negres dama · f3 negres cavall · a2 blanques peó · b2 blanques peó · c2 blanques peó · d2 blanques peó · e2 blanques alfil · f2 blanques peó · h2 blanques peó · a1 blanques torre · b1 blanques cavall · c1 blanques alfil · d1 blanques dama · e1 blanques rei · f1 blanques torre | a8 negres torre · c8 negres alfil · e8 negres rei · f8 negres alfil · g8 negres cavall · h8 negres torre · a7 negres peó · b7 negres peó · c7 negres peó · d7 negres peó · f7 blanques cavall · g7 negres peó · h7 negres peó · e4 negres dama · f3 negres cavall · a2 blanques peó · b2 blanques peó · c2 blanques peó · d2 blanques peó · e2 blanques alfil · f2 blanques peó · h2 blanques peó · a1 blanques torre · b1 blanques cavall · c1 blanques alfil · d1 blanques dama · e1 blanques rei · f1 blanques torre | a8 negres torre · c8 negres alfil · e8 negres rei · f8 negres alfil · g8 negres cavall · h8 negres torre · a7 negres peó · b7 negres peó · c7 negres peó · d7 negres peó · f7 blanques cavall · g7 negres peó · h7 negres peó · e4 negres dama · f3 negres cavall · a2 blanques peó · b2 blanques peó · c2 blanques peó · d2 blanques peó · e2 blanques alfil · f2 blanques peó · h2 blanques peó · a1 blanques torre · b1 blanques cavall · c1 blanques alfil · d1 blanques dama · e1 blanques rei · f1 blanques torre | a8 negres torre · c8 negres alfil · e8 negres rei · f8 negres alfil · g8 negres cavall · h8 negres torre · a7 negres peó · b7 negres peó · c7 negres peó · d7 negres peó · f7 blanques cavall · g7 negres peó · h7 negres peó · e4 negres dama · f3 negres cavall · a2 blanques peó · b2 blanques peó · c2 blanques peó · d2 blanques peó · e2 blanques alfil · f2 blanques peó · h2 blanques peó · a1 blanques torre · b1 blanques cavall · c1 blanques alfil · d1 blanques dama · e1 blanques rei · f1 blanques torre | a8 negres torre · c8 negres alfil · e8 negres rei · f8 negres alfil · g8 negres cavall · h8 negres torre · a7 negres peó · b7 negres peó · c7 negres peó · d7 negres peó · f7 blanques cavall · g7 negres peó · h7 negres peó · e4 negres dama · f3 negres cavall · a2 blanques peó · b2 blanques peó · c2 blanques peó · d2 blanques peó · e2 blanques alfil · f2 blanques peó · h2 blanques peó · a1 blanques torre · b1 blanques cavall · c1 blanques alfil · d1 blanques dama · e1 blanques rei · f1 blanques torre | a8 negres torre · c8 negres alfil · e8 negres rei · f8 negres alfil · g8 negres cavall · h8 negres torre · a7 negres peó · b7 negres peó · c7 negres peó · d7 negres peó · f7 blanques cavall · g7 negres peó · h7 negres peó · e4 negres dama · f3 negres cavall · a2 blanques peó · b2 blanques peó · c2 blanques peó · d2 blanques peó · e2 blanques alfil · f2 blanques peó · h2 blanques peó · a1 blanques torre · b1 blanques cavall · c1 blanques alfil · d1 blanques dama · e1 blanques rei · f1 blanques torre | a8 negres torre · c8 negres alfil · e8 negres rei · f8 negres alfil · g8 negres cavall · h8 negres torre · a7 negres peó · b7 negres peó · c7 negres peó · d7 negres peó · f7 blanques cavall · g7 negres peó · h7 negres peó · e4 negres dama · f3 negres cavall · a2 blanques peó · b2 blanques peó · c2 blanques peó · d2 blanques peó · e2 blanques alfil · f2 blanques peó · h2 blanques peó · a1 blanques torre · b1 blanques cavall · c1 blanques alfil · d1 blanques dama · e1 blanques rei · f1 blanques torre | a8 negres torre · c8 negres alfil · e8 negres rei · f8 negres alfil · g8 negres cavall · h8 negres torre · a7 negres peó · b7 negres peó · c7 negres peó · d7 negres peó · f7 blanques cavall · g7 negres peó · h7 negres peó · e4 negres dama · f3 negres cavall · a2 blanques peó · b2 blanques peó · c2 blanques peó · d2 blanques peó · e2 blanques alfil · f2 blanques peó · h2 blanques peó · a1 blanques torre · b1 blanques cavall · c1 blanques alfil · d1 blanques dama · e1 blanques rei · f1 blanques torre | 2 |
| 1 | a8 negres torre · c8 negres alfil · e8 negres rei · f8 negres alfil · g8 negres cavall · h8 negres torre · a7 negres peó · b7 negres peó · c7 negres peó · d7 negres peó · f7 blanques cavall · g7 negres peó · h7 negres peó · e4 negres dama · f3 negres cavall · a2 blanques peó · b2 blanques peó · c2 blanques peó · d2 blanques peó · e2 blanques alfil · f2 blanques peó · h2 blanques peó · a1 blanques torre · b1 blanques cavall · c1 blanques alfil · d1 blanques dama · e1 blanques rei · f1 blanques torre | a8 negres torre · c8 negres alfil · e8 negres rei · f8 negres alfil · g8 negres cavall · h8 negres torre · a7 negres peó · b7 negres peó · c7 negres peó · d7 negres peó · f7 blanques cavall · g7 negres peó · h7 negres peó · e4 negres dama · f3 negres cavall · a2 blanques peó · b2 blanques peó · c2 blanques peó · d2 blanques peó · e2 blanques alfil · f2 blanques peó · h2 blanques peó · a1 blanques torre · b1 blanques cavall · c1 blanques alfil · d1 blanques dama · e1 blanques rei · f1 blanques torre | a8 negres torre · c8 negres alfil · e8 negres rei · f8 negres alfil · g8 negres cavall · h8 negres torre · a7 negres peó · b7 negres peó · c7 negres peó · d7 negres peó · f7 blanques cavall · g7 negres peó · h7 negres peó · e4 negres dama · f3 negres cavall · a2 blanques peó · b2 blanques peó · c2 blanques peó · d2 blanques peó · e2 blanques alfil · f2 blanques peó · h2 blanques peó · a1 blanques torre · b1 blanques cavall · c1 blanques alfil · d1 blanques dama · e1 blanques rei · f1 blanques torre | a8 negres torre · c8 negres alfil · e8 negres rei · f8 negres alfil · g8 negres cavall · h8 negres torre · a7 negres peó · b7 negres peó · c7 negres peó · d7 negres peó · f7 blanques cavall · g7 negres peó · h7 negres peó · e4 negres dama · f3 negres cavall · a2 blanques peó · b2 blanques peó · c2 blanques peó · d2 blanques peó · e2 blanques alfil · f2 blanques peó · h2 blanques peó · a1 blanques torre · b1 blanques cavall · c1 blanques alfil · d1 blanques dama · e1 blanques rei · f1 blanques torre | a8 negres torre · c8 negres alfil · e8 negres rei · f8 negres alfil · g8 negres cavall · h8 negres torre · a7 negres peó · b7 negres peó · c7 negres peó · d7 negres peó · f7 blanques cavall · g7 negres peó · h7 negres peó · e4 negres dama · f3 negres cavall · a2 blanques peó · b2 blanques peó · c2 blanques peó · d2 blanques peó · e2 blanques alfil · f2 blanques peó · h2 blanques peó · a1 blanques torre · b1 blanques cavall · c1 blanques alfil · d1 blanques dama · e1 blanques rei · f1 blanques torre | a8 negres torre · c8 negres alfil · e8 negres rei · f8 negres alfil · g8 negres cavall · h8 negres torre · a7 negres peó · b7 negres peó · c7 negres peó · d7 negres peó · f7 blanques cavall · g7 negres peó · h7 negres peó · e4 negres dama · f3 negres cavall · a2 blanques peó · b2 blanques peó · c2 blanques peó · d2 blanques peó · e2 blanques alfil · f2 blanques peó · h2 blanques peó · a1 blanques torre · b1 blanques cavall · c1 blanques alfil · d1 blanques dama · e1 blanques rei · f1 blanques torre | a8 negres torre · c8 negres alfil · e8 negres rei · f8 negres alfil · g8 negres cavall · h8 negres torre · a7 negres peó · b7 negres peó · c7 negres peó · d7 negres peó · f7 blanques cavall · g7 negres peó · h7 negres peó · e4 negres dama · f3 negres cavall · a2 blanques peó · b2 blanques peó · c2 blanques peó · d2 blanques peó · e2 blanques alfil · f2 blanques peó · h2 blanques peó · a1 blanques torre · b1 blanques cavall · c1 blanques alfil · d1 blanques dama · e1 blanques rei · f1 blanques torre | a8 negres torre · c8 negres alfil · e8 negres rei · f8 negres alfil · g8 negres cavall · h8 negres torre · a7 negres peó · b7 negres peó · c7 negres peó · d7 negres peó · f7 blanques cavall · g7 negres peó · h7 negres peó · e4 negres dama · f3 negres cavall · a2 blanques peó · b2 blanques peó · c2 blanques peó · d2 blanques peó · e2 blanques alfil · f2 blanques peó · h2 blanques peó · a1 blanques torre · b1 blanques cavall · c1 blanques alfil · d1 blanques dama · e1 blanques rei · f1 blanques torre | 1 |
|   | a | b | c | d | e | f | g | h |   |

De vegades, el mat de la coça és possible a l'obertura de la partida. Un dels més coneguts ocorre al gambit Budapest. Sorgiria després de 1.d4 Cf6 2.c4 e5 3.dxe5 Cg4 4.Af4 Cc6 5.Cf3 Ab4+ 6.Cbd2 De7 7.a3 Cgxe5 8.axb4?? Cd3# (posició final al diagrama de l'esquerra). Noteu que el cavall no pot ser capturat pel peó e2 perquè aquest està clavat al rei per la dama negra d'e7. Un altre exemple notori és l'anomenat «gambit Blackburne Shilling» (que deu el seu nom al jugador anglès del segle xix Joseph Henry Blackburne, suposadament perquè el feia servir per guanyar xílings als amateurs). És així: 1.e4 e5 2.Cf3 Cc6 3.Ac4 Cd4?! 4.Cxe5!? Dg5! 5.Cxf7?? Dxg2 6.Tf1 Dxe4+ 7.Ae2 Cf3# (posició final a la dreta). També hi ha un molt conegut parany a la defensa Caro-Kann: 1.e4 c6 2.d4 d5 3.Cc3 dxe4 4.Cxe4 Cd7 5.De2!? Cgf6?? 6.Cd6#. Aquest parany ha fet moltes víctimes, potser la més antiga de la que hi ha constància és Alekhin-quatre aficionat, exhibició de simultànies, Palma 1935.

## Exemples de partides
|   | a | b | c | d | e | f | g | h |   |
| 8 | a8 negres torre · c8 negres alfil · f8 negres torre · g8 negres rei · a7 negres peó · b7 negres peó · f7 negres peó · g7 negres peó · h7 negres peó · f6 negres cavall · e5 negres dama · c4 blanques peó · d3 negres cavall · a2 blanques peó · b2 blanques peó · d2 blanques cavall · e2 blanques cavall · f2 blanques peó · g2 blanques peó · h2 blanques peó · a1 blanques torre · d1 blanques dama · e1 blanques rei · f1 blanques alfil · h1 blanques torre | a8 negres torre · c8 negres alfil · f8 negres torre · g8 negres rei · a7 negres peó · b7 negres peó · f7 negres peó · g7 negres peó · h7 negres peó · f6 negres cavall · e5 negres dama · c4 blanques peó · d3 negres cavall · a2 blanques peó · b2 blanques peó · d2 blanques cavall · e2 blanques cavall · f2 blanques peó · g2 blanques peó · h2 blanques peó · a1 blanques torre · d1 blanques dama · e1 blanques rei · f1 blanques alfil · h1 blanques torre | a8 negres torre · c8 negres alfil · f8 negres torre · g8 negres rei · a7 negres peó · b7 negres peó · f7 negres peó · g7 negres peó · h7 negres peó · f6 negres cavall · e5 negres dama · c4 blanques peó · d3 negres cavall · a2 blanques peó · b2 blanques peó · d2 blanques cavall · e2 blanques cavall · f2 blanques peó · g2 blanques peó · h2 blanques peó · a1 blanques torre · d1 blanques dama · e1 blanques rei · f1 blanques alfil · h1 blanques torre | a8 negres torre · c8 negres alfil · f8 negres torre · g8 negres rei · a7 negres peó · b7 negres peó · f7 negres peó · g7 negres peó · h7 negres peó · f6 negres cavall · e5 negres dama · c4 blanques peó · d3 negres cavall · a2 blanques peó · b2 blanques peó · d2 blanques cavall · e2 blanques cavall · f2 blanques peó · g2 blanques peó · h2 blanques peó · a1 blanques torre · d1 blanques dama · e1 blanques rei · f1 blanques alfil · h1 blanques torre | a8 negres torre · c8 negres alfil · f8 negres torre · g8 negres rei · a7 negres peó · b7 negres peó · f7 negres peó · g7 negres peó · h7 negres peó · f6 negres cavall · e5 negres dama · c4 blanques peó · d3 negres cavall · a2 blanques peó · b2 blanques peó · d2 blanques cavall · e2 blanques cavall · f2 blanques peó · g2 blanques peó · h2 blanques peó · a1 blanques torre · d1 blanques dama · e1 blanques rei · f1 blanques alfil · h1 blanques torre | a8 negres torre · c8 negres alfil · f8 negres torre · g8 negres rei · a7 negres peó · b7 negres peó · f7 negres peó · g7 negres peó · h7 negres peó · f6 negres cavall · e5 negres dama · c4 blanques peó · d3 negres cavall · a2 blanques peó · b2 blanques peó · d2 blanques cavall · e2 blanques cavall · f2 blanques peó · g2 blanques peó · h2 blanques peó · a1 blanques torre · d1 blanques dama · e1 blanques rei · f1 blanques alfil · h1 blanques torre | a8 negres torre · c8 negres alfil · f8 negres torre · g8 negres rei · a7 negres peó · b7 negres peó · f7 negres peó · g7 negres peó · h7 negres peó · f6 negres cavall · e5 negres dama · c4 blanques peó · d3 negres cavall · a2 blanques peó · b2 blanques peó · d2 blanques cavall · e2 blanques cavall · f2 blanques peó · g2 blanques peó · h2 blanques peó · a1 blanques torre · d1 blanques dama · e1 blanques rei · f1 blanques alfil · h1 blanques torre | a8 negres torre · c8 negres alfil · f8 negres torre · g8 negres rei · a7 negres peó · b7 negres peó · f7 negres peó · g7 negres peó · h7 negres peó · f6 negres cavall · e5 negres dama · c4 blanques peó · d3 negres cavall · a2 blanques peó · b2 blanques peó · d2 blanques cavall · e2 blanques cavall · f2 blanques peó · g2 blanques peó · h2 blanques peó · a1 blanques torre · d1 blanques dama · e1 blanques rei · f1 blanques alfil · h1 blanques torre | 8 |
| 7 | a8 negres torre · c8 negres alfil · f8 negres torre · g8 negres rei · a7 negres peó · b7 negres peó · f7 negres peó · g7 negres peó · h7 negres peó · f6 negres cavall · e5 negres dama · c4 blanques peó · d3 negres cavall · a2 blanques peó · b2 blanques peó · d2 blanques cavall · e2 blanques cavall · f2 blanques peó · g2 blanques peó · h2 blanques peó · a1 blanques torre · d1 blanques dama · e1 blanques rei · f1 blanques alfil · h1 blanques torre | a8 negres torre · c8 negres alfil · f8 negres torre · g8 negres rei · a7 negres peó · b7 negres peó · f7 negres peó · g7 negres peó · h7 negres peó · f6 negres cavall · e5 negres dama · c4 blanques peó · d3 negres cavall · a2 blanques peó · b2 blanques peó · d2 blanques cavall · e2 blanques cavall · f2 blanques peó · g2 blanques peó · h2 blanques peó · a1 blanques torre · d1 blanques dama · e1 blanques rei · f1 blanques alfil · h1 blanques torre | a8 negres torre · c8 negres alfil · f8 negres torre · g8 negres rei · a7 negres peó · b7 negres peó · f7 negres peó · g7 negres peó · h7 negres peó · f6 negres cavall · e5 negres dama · c4 blanques peó · d3 negres cavall · a2 blanques peó · b2 blanques peó · d2 blanques cavall · e2 blanques cavall · f2 blanques peó · g2 blanques peó · h2 blanques peó · a1 blanques torre · d1 blanques dama · e1 blanques rei · f1 blanques alfil · h1 blanques torre | a8 negres torre · c8 negres alfil · f8 negres torre · g8 negres rei · a7 negres peó · b7 negres peó · f7 negres peó · g7 negres peó · h7 negres peó · f6 negres cavall · e5 negres dama · c4 blanques peó · d3 negres cavall · a2 blanques peó · b2 blanques peó · d2 blanques cavall · e2 blanques cavall · f2 blanques peó · g2 blanques peó · h2 blanques peó · a1 blanques torre · d1 blanques dama · e1 blanques rei · f1 blanques alfil · h1 blanques torre | a8 negres torre · c8 negres alfil · f8 negres torre · g8 negres rei · a7 negres peó · b7 negres peó · f7 negres peó · g7 negres peó · h7 negres peó · f6 negres cavall · e5 negres dama · c4 blanques peó · d3 negres cavall · a2 blanques peó · b2 blanques peó · d2 blanques cavall · e2 blanques cavall · f2 blanques peó · g2 blanques peó · h2 blanques peó · a1 blanques torre · d1 blanques dama · e1 blanques rei · f1 blanques alfil · h1 blanques torre | a8 negres torre · c8 negres alfil · f8 negres torre · g8 negres rei · a7 negres peó · b7 negres peó · f7 negres peó · g7 negres peó · h7 negres peó · f6 negres cavall · e5 negres dama · c4 blanques peó · d3 negres cavall · a2 blanques peó · b2 blanques peó · d2 blanques cavall · e2 blanques cavall · f2 blanques peó · g2 blanques peó · h2 blanques peó · a1 blanques torre · d1 blanques dama · e1 blanques rei · f1 blanques alfil · h1 blanques torre | a8 negres torre · c8 negres alfil · f8 negres torre · g8 negres rei · a7 negres peó · b7 negres peó · f7 negres peó · g7 negres peó · h7 negres peó · f6 negres cavall · e5 negres dama · c4 blanques peó · d3 negres cavall · a2 blanques peó · b2 blanques peó · d2 blanques cavall · e2 blanques cavall · f2 blanques peó · g2 blanques peó · h2 blanques peó · a1 blanques torre · d1 blanques dama · e1 blanques rei · f1 blanques alfil · h1 blanques torre | a8 negres torre · c8 negres alfil · f8 negres torre · g8 negres rei · a7 negres peó · b7 negres peó · f7 negres peó · g7 negres peó · h7 negres peó · f6 negres cavall · e5 negres dama · c4 blanques peó · d3 negres cavall · a2 blanques peó · b2 blanques peó · d2 blanques cavall · e2 blanques cavall · f2 blanques peó · g2 blanques peó · h2 blanques peó · a1 blanques torre · d1 blanques dama · e1 blanques rei · f1 blanques alfil · h1 blanques torre | 7 |
| 6 | a8 negres torre · c8 negres alfil · f8 negres torre · g8 negres rei · a7 negres peó · b7 negres peó · f7 negres peó · g7 negres peó · h7 negres peó · f6 negres cavall · e5 negres dama · c4 blanques peó · d3 negres cavall · a2 blanques peó · b2 blanques peó · d2 blanques cavall · e2 blanques cavall · f2 blanques peó · g2 blanques peó · h2 blanques peó · a1 blanques torre · d1 blanques dama · e1 blanques rei · f1 blanques alfil · h1 blanques torre | a8 negres torre · c8 negres alfil · f8 negres torre · g8 negres rei · a7 negres peó · b7 negres peó · f7 negres peó · g7 negres peó · h7 negres peó · f6 negres cavall · e5 negres dama · c4 blanques peó · d3 negres cavall · a2 blanques peó · b2 blanques peó · d2 blanques cavall · e2 blanques cavall · f2 blanques peó · g2 blanques peó · h2 blanques peó · a1 blanques torre · d1 blanques dama · e1 blanques rei · f1 blanques alfil · h1 blanques torre | a8 negres torre · c8 negres alfil · f8 negres torre · g8 negres rei · a7 negres peó · b7 negres peó · f7 negres peó · g7 negres peó · h7 negres peó · f6 negres cavall · e5 negres dama · c4 blanques peó · d3 negres cavall · a2 blanques peó · b2 blanques peó · d2 blanques cavall · e2 blanques cavall · f2 blanques peó · g2 blanques peó · h2 blanques peó · a1 blanques torre · d1 blanques dama · e1 blanques rei · f1 blanques alfil · h1 blanques torre | a8 negres torre · c8 negres alfil · f8 negres torre · g8 negres rei · a7 negres peó · b7 negres peó · f7 negres peó · g7 negres peó · h7 negres peó · f6 negres cavall · e5 negres dama · c4 blanques peó · d3 negres cavall · a2 blanques peó · b2 blanques peó · d2 blanques cavall · e2 blanques cavall · f2 blanques peó · g2 blanques peó · h2 blanques peó · a1 blanques torre · d1 blanques dama · e1 blanques rei · f1 blanques alfil · h1 blanques torre | a8 negres torre · c8 negres alfil · f8 negres torre · g8 negres rei · a7 negres peó · b7 negres peó · f7 negres peó · g7 negres peó · h7 negres peó · f6 negres cavall · e5 negres dama · c4 blanques peó · d3 negres cavall · a2 blanques peó · b2 blanques peó · d2 blanques cavall · e2 blanques cavall · f2 blanques peó · g2 blanques peó · h2 blanques peó · a1 blanques torre · d1 blanques dama · e1 blanques rei · f1 blanques alfil · h1 blanques torre | a8 negres torre · c8 negres alfil · f8 negres torre · g8 negres rei · a7 negres peó · b7 negres peó · f7 negres peó · g7 negres peó · h7 negres peó · f6 negres cavall · e5 negres dama · c4 blanques peó · d3 negres cavall · a2 blanques peó · b2 blanques peó · d2 blanques cavall · e2 blanques cavall · f2 blanques peó · g2 blanques peó · h2 blanques peó · a1 blanques torre · d1 blanques dama · e1 blanques rei · f1 blanques alfil · h1 blanques torre | a8 negres torre · c8 negres alfil · f8 negres torre · g8 negres rei · a7 negres peó · b7 negres peó · f7 negres peó · g7 negres peó · h7 negres peó · f6 negres cavall · e5 negres dama · c4 blanques peó · d3 negres cavall · a2 blanques peó · b2 blanques peó · d2 blanques cavall · e2 blanques cavall · f2 blanques peó · g2 blanques peó · h2 blanques peó · a1 blanques torre · d1 blanques dama · e1 blanques rei · f1 blanques alfil · h1 blanques torre | a8 negres torre · c8 negres alfil · f8 negres torre · g8 negres rei · a7 negres peó · b7 negres peó · f7 negres peó · g7 negres peó · h7 negres peó · f6 negres cavall · e5 negres dama · c4 blanques peó · d3 negres cavall · a2 blanques peó · b2 blanques peó · d2 blanques cavall · e2 blanques cavall · f2 blanques peó · g2 blanques peó · h2 blanques peó · a1 blanques torre · d1 blanques dama · e1 blanques rei · f1 blanques alfil · h1 blanques torre | 6 |
| 5 | a8 negres torre · c8 negres alfil · f8 negres torre · g8 negres rei · a7 negres peó · b7 negres peó · f7 negres peó · g7 negres peó · h7 negres peó · f6 negres cavall · e5 negres dama · c4 blanques peó · d3 negres cavall · a2 blanques peó · b2 blanques peó · d2 blanques cavall · e2 blanques cavall · f2 blanques peó · g2 blanques peó · h2 blanques peó · a1 blanques torre · d1 blanques dama · e1 blanques rei · f1 blanques alfil · h1 blanques torre | a8 negres torre · c8 negres alfil · f8 negres torre · g8 negres rei · a7 negres peó · b7 negres peó · f7 negres peó · g7 negres peó · h7 negres peó · f6 negres cavall · e5 negres dama · c4 blanques peó · d3 negres cavall · a2 blanques peó · b2 blanques peó · d2 blanques cavall · e2 blanques cavall · f2 blanques peó · g2 blanques peó · h2 blanques peó · a1 blanques torre · d1 blanques dama · e1 blanques rei · f1 blanques alfil · h1 blanques torre | a8 negres torre · c8 negres alfil · f8 negres torre · g8 negres rei · a7 negres peó · b7 negres peó · f7 negres peó · g7 negres peó · h7 negres peó · f6 negres cavall · e5 negres dama · c4 blanques peó · d3 negres cavall · a2 blanques peó · b2 blanques peó · d2 blanques cavall · e2 blanques cavall · f2 blanques peó · g2 blanques peó · h2 blanques peó · a1 blanques torre · d1 blanques dama · e1 blanques rei · f1 blanques alfil · h1 blanques torre | a8 negres torre · c8 negres alfil · f8 negres torre · g8 negres rei · a7 negres peó · b7 negres peó · f7 negres peó · g7 negres peó · h7 negres peó · f6 negres cavall · e5 negres dama · c4 blanques peó · d3 negres cavall · a2 blanques peó · b2 blanques peó · d2 blanques cavall · e2 blanques cavall · f2 blanques peó · g2 blanques peó · h2 blanques peó · a1 blanques torre · d1 blanques dama · e1 blanques rei · f1 blanques alfil · h1 blanques torre | a8 negres torre · c8 negres alfil · f8 negres torre · g8 negres rei · a7 negres peó · b7 negres peó · f7 negres peó · g7 negres peó · h7 negres peó · f6 negres cavall · e5 negres dama · c4 blanques peó · d3 negres cavall · a2 blanques peó · b2 blanques peó · d2 blanques cavall · e2 blanques cavall · f2 blanques peó · g2 blanques peó · h2 blanques peó · a1 blanques torre · d1 blanques dama · e1 blanques rei · f1 blanques alfil · h1 blanques torre | a8 negres torre · c8 negres alfil · f8 negres torre · g8 negres rei · a7 negres peó · b7 negres peó · f7 negres peó · g7 negres peó · h7 negres peó · f6 negres cavall · e5 negres dama · c4 blanques peó · d3 negres cavall · a2 blanques peó · b2 blanques peó · d2 blanques cavall · e2 blanques cavall · f2 blanques peó · g2 blanques peó · h2 blanques peó · a1 blanques torre · d1 blanques dama · e1 blanques rei · f1 blanques alfil · h1 blanques torre | a8 negres torre · c8 negres alfil · f8 negres torre · g8 negres rei · a7 negres peó · b7 negres peó · f7 negres peó · g7 negres peó · h7 negres peó · f6 negres cavall · e5 negres dama · c4 blanques peó · d3 negres cavall · a2 blanques peó · b2 blanques peó · d2 blanques cavall · e2 blanques cavall · f2 blanques peó · g2 blanques peó · h2 blanques peó · a1 blanques torre · d1 blanques dama · e1 blanques rei · f1 blanques alfil · h1 blanques torre | a8 negres torre · c8 negres alfil · f8 negres torre · g8 negres rei · a7 negres peó · b7 negres peó · f7 negres peó · g7 negres peó · h7 negres peó · f6 negres cavall · e5 negres dama · c4 blanques peó · d3 negres cavall · a2 blanques peó · b2 blanques peó · d2 blanques cavall · e2 blanques cavall · f2 blanques peó · g2 blanques peó · h2 blanques peó · a1 blanques torre · d1 blanques dama · e1 blanques rei · f1 blanques alfil · h1 blanques torre | 5 |
| 4 | a8 negres torre · c8 negres alfil · f8 negres torre · g8 negres rei · a7 negres peó · b7 negres peó · f7 negres peó · g7 negres peó · h7 negres peó · f6 negres cavall · e5 negres dama · c4 blanques peó · d3 negres cavall · a2 blanques peó · b2 blanques peó · d2 blanques cavall · e2 blanques cavall · f2 blanques peó · g2 blanques peó · h2 blanques peó · a1 blanques torre · d1 blanques dama · e1 blanques rei · f1 blanques alfil · h1 blanques torre | a8 negres torre · c8 negres alfil · f8 negres torre · g8 negres rei · a7 negres peó · b7 negres peó · f7 negres peó · g7 negres peó · h7 negres peó · f6 negres cavall · e5 negres dama · c4 blanques peó · d3 negres cavall · a2 blanques peó · b2 blanques peó · d2 blanques cavall · e2 blanques cavall · f2 blanques peó · g2 blanques peó · h2 blanques peó · a1 blanques torre · d1 blanques dama · e1 blanques rei · f1 blanques alfil · h1 blanques torre | a8 negres torre · c8 negres alfil · f8 negres torre · g8 negres rei · a7 negres peó · b7 negres peó · f7 negres peó · g7 negres peó · h7 negres peó · f6 negres cavall · e5 negres dama · c4 blanques peó · d3 negres cavall · a2 blanques peó · b2 blanques peó · d2 blanques cavall · e2 blanques cavall · f2 blanques peó · g2 blanques peó · h2 blanques peó · a1 blanques torre · d1 blanques dama · e1 blanques rei · f1 blanques alfil · h1 blanques torre | a8 negres torre · c8 negres alfil · f8 negres torre · g8 negres rei · a7 negres peó · b7 negres peó · f7 negres peó · g7 negres peó · h7 negres peó · f6 negres cavall · e5 negres dama · c4 blanques peó · d3 negres cavall · a2 blanques peó · b2 blanques peó · d2 blanques cavall · e2 blanques cavall · f2 blanques peó · g2 blanques peó · h2 blanques peó · a1 blanques torre · d1 blanques dama · e1 blanques rei · f1 blanques alfil · h1 blanques torre | a8 negres torre · c8 negres alfil · f8 negres torre · g8 negres rei · a7 negres peó · b7 negres peó · f7 negres peó · g7 negres peó · h7 negres peó · f6 negres cavall · e5 negres dama · c4 blanques peó · d3 negres cavall · a2 blanques peó · b2 blanques peó · d2 blanques cavall · e2 blanques cavall · f2 blanques peó · g2 blanques peó · h2 blanques peó · a1 blanques torre · d1 blanques dama · e1 blanques rei · f1 blanques alfil · h1 blanques torre | a8 negres torre · c8 negres alfil · f8 negres torre · g8 negres rei · a7 negres peó · b7 negres peó · f7 negres peó · g7 negres peó · h7 negres peó · f6 negres cavall · e5 negres dama · c4 blanques peó · d3 negres cavall · a2 blanques peó · b2 blanques peó · d2 blanques cavall · e2 blanques cavall · f2 blanques peó · g2 blanques peó · h2 blanques peó · a1 blanques torre · d1 blanques dama · e1 blanques rei · f1 blanques alfil · h1 blanques torre | a8 negres torre · c8 negres alfil · f8 negres torre · g8 negres rei · a7 negres peó · b7 negres peó · f7 negres peó · g7 negres peó · h7 negres peó · f6 negres cavall · e5 negres dama · c4 blanques peó · d3 negres cavall · a2 blanques peó · b2 blanques peó · d2 blanques cavall · e2 blanques cavall · f2 blanques peó · g2 blanques peó · h2 blanques peó · a1 blanques torre · d1 blanques dama · e1 blanques rei · f1 blanques alfil · h1 blanques torre | a8 negres torre · c8 negres alfil · f8 negres torre · g8 negres rei · a7 negres peó · b7 negres peó · f7 negres peó · g7 negres peó · h7 negres peó · f6 negres cavall · e5 negres dama · c4 blanques peó · d3 negres cavall · a2 blanques peó · b2 blanques peó · d2 blanques cavall · e2 blanques cavall · f2 blanques peó · g2 blanques peó · h2 blanques peó · a1 blanques torre · d1 blanques dama · e1 blanques rei · f1 blanques alfil · h1 blanques torre | 4 |
| 3 | a8 negres torre · c8 negres alfil · f8 negres torre · g8 negres rei · a7 negres peó · b7 negres peó · f7 negres peó · g7 negres peó · h7 negres peó · f6 negres cavall · e5 negres dama · c4 blanques peó · d3 negres cavall · a2 blanques peó · b2 blanques peó · d2 blanques cavall · e2 blanques cavall · f2 blanques peó · g2 blanques peó · h2 blanques peó · a1 blanques torre · d1 blanques dama · e1 blanques rei · f1 blanques alfil · h1 blanques torre | a8 negres torre · c8 negres alfil · f8 negres torre · g8 negres rei · a7 negres peó · b7 negres peó · f7 negres peó · g7 negres peó · h7 negres peó · f6 negres cavall · e5 negres dama · c4 blanques peó · d3 negres cavall · a2 blanques peó · b2 blanques peó · d2 blanques cavall · e2 blanques cavall · f2 blanques peó · g2 blanques peó · h2 blanques peó · a1 blanques torre · d1 blanques dama · e1 blanques rei · f1 blanques alfil · h1 blanques torre | a8 negres torre · c8 negres alfil · f8 negres torre · g8 negres rei · a7 negres peó · b7 negres peó · f7 negres peó · g7 negres peó · h7 negres peó · f6 negres cavall · e5 negres dama · c4 blanques peó · d3 negres cavall · a2 blanques peó · b2 blanques peó · d2 blanques cavall · e2 blanques cavall · f2 blanques peó · g2 blanques peó · h2 blanques peó · a1 blanques torre · d1 blanques dama · e1 blanques rei · f1 blanques alfil · h1 blanques torre | a8 negres torre · c8 negres alfil · f8 negres torre · g8 negres rei · a7 negres peó · b7 negres peó · f7 negres peó · g7 negres peó · h7 negres peó · f6 negres cavall · e5 negres dama · c4 blanques peó · d3 negres cavall · a2 blanques peó · b2 blanques peó · d2 blanques cavall · e2 blanques cavall · f2 blanques peó · g2 blanques peó · h2 blanques peó · a1 blanques torre · d1 blanques dama · e1 blanques rei · f1 blanques alfil · h1 blanques torre | a8 negres torre · c8 negres alfil · f8 negres torre · g8 negres rei · a7 negres peó · b7 negres peó · f7 negres peó · g7 negres peó · h7 negres peó · f6 negres cavall · e5 negres dama · c4 blanques peó · d3 negres cavall · a2 blanques peó · b2 blanques peó · d2 blanques cavall · e2 blanques cavall · f2 blanques peó · g2 blanques peó · h2 blanques peó · a1 blanques torre · d1 blanques dama · e1 blanques rei · f1 blanques alfil · h1 blanques torre | a8 negres torre · c8 negres alfil · f8 negres torre · g8 negres rei · a7 negres peó · b7 negres peó · f7 negres peó · g7 negres peó · h7 negres peó · f6 negres cavall · e5 negres dama · c4 blanques peó · d3 negres cavall · a2 blanques peó · b2 blanques peó · d2 blanques cavall · e2 blanques cavall · f2 blanques peó · g2 blanques peó · h2 blanques peó · a1 blanques torre · d1 blanques dama · e1 blanques rei · f1 blanques alfil · h1 blanques torre | a8 negres torre · c8 negres alfil · f8 negres torre · g8 negres rei · a7 negres peó · b7 negres peó · f7 negres peó · g7 negres peó · h7 negres peó · f6 negres cavall · e5 negres dama · c4 blanques peó · d3 negres cavall · a2 blanques peó · b2 blanques peó · d2 blanques cavall · e2 blanques cavall · f2 blanques peó · g2 blanques peó · h2 blanques peó · a1 blanques torre · d1 blanques dama · e1 blanques rei · f1 blanques alfil · h1 blanques torre | a8 negres torre · c8 negres alfil · f8 negres torre · g8 negres rei · a7 negres peó · b7 negres peó · f7 negres peó · g7 negres peó · h7 negres peó · f6 negres cavall · e5 negres dama · c4 blanques peó · d3 negres cavall · a2 blanques peó · b2 blanques peó · d2 blanques cavall · e2 blanques cavall · f2 blanques peó · g2 blanques peó · h2 blanques peó · a1 blanques torre · d1 blanques dama · e1 blanques rei · f1 blanques alfil · h1 blanques torre | 3 |
| 2 | a8 negres torre · c8 negres alfil · f8 negres torre · g8 negres rei · a7 negres peó · b7 negres peó · f7 negres peó · g7 negres peó · h7 negres peó · f6 negres cavall · e5 negres dama · c4 blanques peó · d3 negres cavall · a2 blanques peó · b2 blanques peó · d2 blanques cavall · e2 blanques cavall · f2 blanques peó · g2 blanques peó · h2 blanques peó · a1 blanques torre · d1 blanques dama · e1 blanques rei · f1 blanques alfil · h1 blanques torre | a8 negres torre · c8 negres alfil · f8 negres torre · g8 negres rei · a7 negres peó · b7 negres peó · f7 negres peó · g7 negres peó · h7 negres peó · f6 negres cavall · e5 negres dama · c4 blanques peó · d3 negres cavall · a2 blanques peó · b2 blanques peó · d2 blanques cavall · e2 blanques cavall · f2 blanques peó · g2 blanques peó · h2 blanques peó · a1 blanques torre · d1 blanques dama · e1 blanques rei · f1 blanques alfil · h1 blanques torre | a8 negres torre · c8 negres alfil · f8 negres torre · g8 negres rei · a7 negres peó · b7 negres peó · f7 negres peó · g7 negres peó · h7 negres peó · f6 negres cavall · e5 negres dama · c4 blanques peó · d3 negres cavall · a2 blanques peó · b2 blanques peó · d2 blanques cavall · e2 blanques cavall · f2 blanques peó · g2 blanques peó · h2 blanques peó · a1 blanques torre · d1 blanques dama · e1 blanques rei · f1 blanques alfil · h1 blanques torre | a8 negres torre · c8 negres alfil · f8 negres torre · g8 negres rei · a7 negres peó · b7 negres peó · f7 negres peó · g7 negres peó · h7 negres peó · f6 negres cavall · e5 negres dama · c4 blanques peó · d3 negres cavall · a2 blanques peó · b2 blanques peó · d2 blanques cavall · e2 blanques cavall · f2 blanques peó · g2 blanques peó · h2 blanques peó · a1 blanques torre · d1 blanques dama · e1 blanques rei · f1 blanques alfil · h1 blanques torre | a8 negres torre · c8 negres alfil · f8 negres torre · g8 negres rei · a7 negres peó · b7 negres peó · f7 negres peó · g7 negres peó · h7 negres peó · f6 negres cavall · e5 negres dama · c4 blanques peó · d3 negres cavall · a2 blanques peó · b2 blanques peó · d2 blanques cavall · e2 blanques cavall · f2 blanques peó · g2 blanques peó · h2 blanques peó · a1 blanques torre · d1 blanques dama · e1 blanques rei · f1 blanques alfil · h1 blanques torre | a8 negres torre · c8 negres alfil · f8 negres torre · g8 negres rei · a7 negres peó · b7 negres peó · f7 negres peó · g7 negres peó · h7 negres peó · f6 negres cavall · e5 negres dama · c4 blanques peó · d3 negres cavall · a2 blanques peó · b2 blanques peó · d2 blanques cavall · e2 blanques cavall · f2 blanques peó · g2 blanques peó · h2 blanques peó · a1 blanques torre · d1 blanques dama · e1 blanques rei · f1 blanques alfil · h1 blanques torre | a8 negres torre · c8 negres alfil · f8 negres torre · g8 negres rei · a7 negres peó · b7 negres peó · f7 negres peó · g7 negres peó · h7 negres peó · f6 negres cavall · e5 negres dama · c4 blanques peó · d3 negres cavall · a2 blanques peó · b2 blanques peó · d2 blanques cavall · e2 blanques cavall · f2 blanques peó · g2 blanques peó · h2 blanques peó · a1 blanques torre · d1 blanques dama · e1 blanques rei · f1 blanques alfil · h1 blanques torre | a8 negres torre · c8 negres alfil · f8 negres torre · g8 negres rei · a7 negres peó · b7 negres peó · f7 negres peó · g7 negres peó · h7 negres peó · f6 negres cavall · e5 negres dama · c4 blanques peó · d3 negres cavall · a2 blanques peó · b2 blanques peó · d2 blanques cavall · e2 blanques cavall · f2 blanques peó · g2 blanques peó · h2 blanques peó · a1 blanques torre · d1 blanques dama · e1 blanques rei · f1 blanques alfil · h1 blanques torre | 2 |
| 1 | a8 negres torre · c8 negres alfil · f8 negres torre · g8 negres rei · a7 negres peó · b7 negres peó · f7 negres peó · g7 negres peó · h7 negres peó · f6 negres cavall · e5 negres dama · c4 blanques peó · d3 negres cavall · a2 blanques peó · b2 blanques peó · d2 blanques cavall · e2 blanques cavall · f2 blanques peó · g2 blanques peó · h2 blanques peó · a1 blanques torre · d1 blanques dama · e1 blanques rei · f1 blanques alfil · h1 blanques torre | a8 negres torre · c8 negres alfil · f8 negres torre · g8 negres rei · a7 negres peó · b7 negres peó · f7 negres peó · g7 negres peó · h7 negres peó · f6 negres cavall · e5 negres dama · c4 blanques peó · d3 negres cavall · a2 blanques peó · b2 blanques peó · d2 blanques cavall · e2 blanques cavall · f2 blanques peó · g2 blanques peó · h2 blanques peó · a1 blanques torre · d1 blanques dama · e1 blanques rei · f1 blanques alfil · h1 blanques torre | a8 negres torre · c8 negres alfil · f8 negres torre · g8 negres rei · a7 negres peó · b7 negres peó · f7 negres peó · g7 negres peó · h7 negres peó · f6 negres cavall · e5 negres dama · c4 blanques peó · d3 negres cavall · a2 blanques peó · b2 blanques peó · d2 blanques cavall · e2 blanques cavall · f2 blanques peó · g2 blanques peó · h2 blanques peó · a1 blanques torre · d1 blanques dama · e1 blanques rei · f1 blanques alfil · h1 blanques torre | a8 negres torre · c8 negres alfil · f8 negres torre · g8 negres rei · a7 negres peó · b7 negres peó · f7 negres peó · g7 negres peó · h7 negres peó · f6 negres cavall · e5 negres dama · c4 blanques peó · d3 negres cavall · a2 blanques peó · b2 blanques peó · d2 blanques cavall · e2 blanques cavall · f2 blanques peó · g2 blanques peó · h2 blanques peó · a1 blanques torre · d1 blanques dama · e1 blanques rei · f1 blanques alfil · h1 blanques torre | a8 negres torre · c8 negres alfil · f8 negres torre · g8 negres rei · a7 negres peó · b7 negres peó · f7 negres peó · g7 negres peó · h7 negres peó · f6 negres cavall · e5 negres dama · c4 blanques peó · d3 negres cavall · a2 blanques peó · b2 blanques peó · d2 blanques cavall · e2 blanques cavall · f2 blanques peó · g2 blanques peó · h2 blanques peó · a1 blanques torre · d1 blanques dama · e1 blanques rei · f1 blanques alfil · h1 blanques torre | a8 negres torre · c8 negres alfil · f8 negres torre · g8 negres rei · a7 negres peó · b7 negres peó · f7 negres peó · g7 negres peó · h7 negres peó · f6 negres cavall · e5 negres dama · c4 blanques peó · d3 negres cavall · a2 blanques peó · b2 blanques peó · d2 blanques cavall · e2 blanques cavall · f2 blanques peó · g2 blanques peó · h2 blanques peó · a1 blanques torre · d1 blanques dama · e1 blanques rei · f1 blanques alfil · h1 blanques torre | a8 negres torre · c8 negres alfil · f8 negres torre · g8 negres rei · a7 negres peó · b7 negres peó · f7 negres peó · g7 negres peó · h7 negres peó · f6 negres cavall · e5 negres dama · c4 blanques peó · d3 negres cavall · a2 blanques peó · b2 blanques peó · d2 blanques cavall · e2 blanques cavall · f2 blanques peó · g2 blanques peó · h2 blanques peó · a1 blanques torre · d1 blanques dama · e1 blanques rei · f1 blanques alfil · h1 blanques torre | a8 negres torre · c8 negres alfil · f8 negres torre · g8 negres rei · a7 negres peó · b7 negres peó · f7 negres peó · g7 negres peó · h7 negres peó · f6 negres cavall · e5 negres dama · c4 blanques peó · d3 negres cavall · a2 blanques peó · b2 blanques peó · d2 blanques cavall · e2 blanques cavall · f2 blanques peó · g2 blanques peó · h2 blanques peó · a1 blanques torre · d1 blanques dama · e1 blanques rei · f1 blanques alfil · h1 blanques torre | 1 |
|   | a | b | c | d | e | f | g | h |   |

Un exemple a nivell magistral és la partida entre Edward Lasker (blanques) i Israel Horowitz (negres) a Nova York, 1946, que fou: 1.d4 Cf6 2.Cf3 d5 3.e3 c5 4.c4 cxd4 5.Cxd4 e5 6.Cf3 Cc6 7.Cc3 d4 8.exd4 exd4 9.Cb5 Ab4+ 10.Ad2 0-0 11.Axb4 Cxb4 12.Cbxd4 Da5 13.Cd2 De5+ 14.Ce2 Cd3#.
Un altre exemple és la partida entre Unzicker i Sarapu, Olimpíada de Siegen 1970: 1.e4 c5 2.Cf3 Cf6 3.e5 Cd5 4.Cc3 e6 5.Cxd5 exd5 6.d4 Cc6 7.dxc5 Axc5 8.Dxd5 Db6 9.Ac4 Axf2+ 10.Re2 0-0 11.Tf1 Ac5 12.Cg5 Cd4+ 13.Rd1 Ce6 14.Ce4 d6 15.exd6 Axd6?? 16.Cxd6 Td8 17.Af4! Cxf4? 18.Dxf7+ Rh8 19.Dg8+! Sarapu en aquest moment va abandonar en vista de 19...Txg8 20.Cf7#